# 삼청동 오위장 김춘영 가옥
오위장 김춘영 가옥(五衛將金春永家屋)은 원래 종로구 삼청동 125-1번지에 있었던 가옥으로 조선 말기 오위장이였던 김춘영이 건립하였다. 현재의 남산골한옥마을로 옮기기 전 문화재 지정 명칭은 '삼청동 김홍기 가옥'이었다.
1980년대 서울시내의 급격한 땅값 상승으로 인해 단층의 옛 가옥들이 토지의 경제적 이용가치를 저해하는 장애 요인으로 취급받게 되어, 일부 전통가옥의 소유자들은 문화재 지정을 해제하여 자유로운 재산권 행사를 요구하게 되었다.
또한, 가옥 소유자들이 거의 방치상태에 가깝도록 성의 없이 가옥들을 보존하여 자체 붕괴 위험마저 있었으므로 문화재 보존에도 심각한 위협이 되어왔다. 
이러한 문제점과 피해를 해결하기 위해 1990년 시작된 '남산 제모습 찾기사업'의 일환으로 한옥들을 이전하고 남산골한옥마을을 조성하여 1998년 개장했다. 이 곳으로 이건된 가옥은 김춘영가옥을 비롯하여 이승업가옥·박영효가옥·윤택영재실 등이고, 새로 복원한 가옥은 순종비 순정효황후 윤씨의 친가이다.

## 갤러리

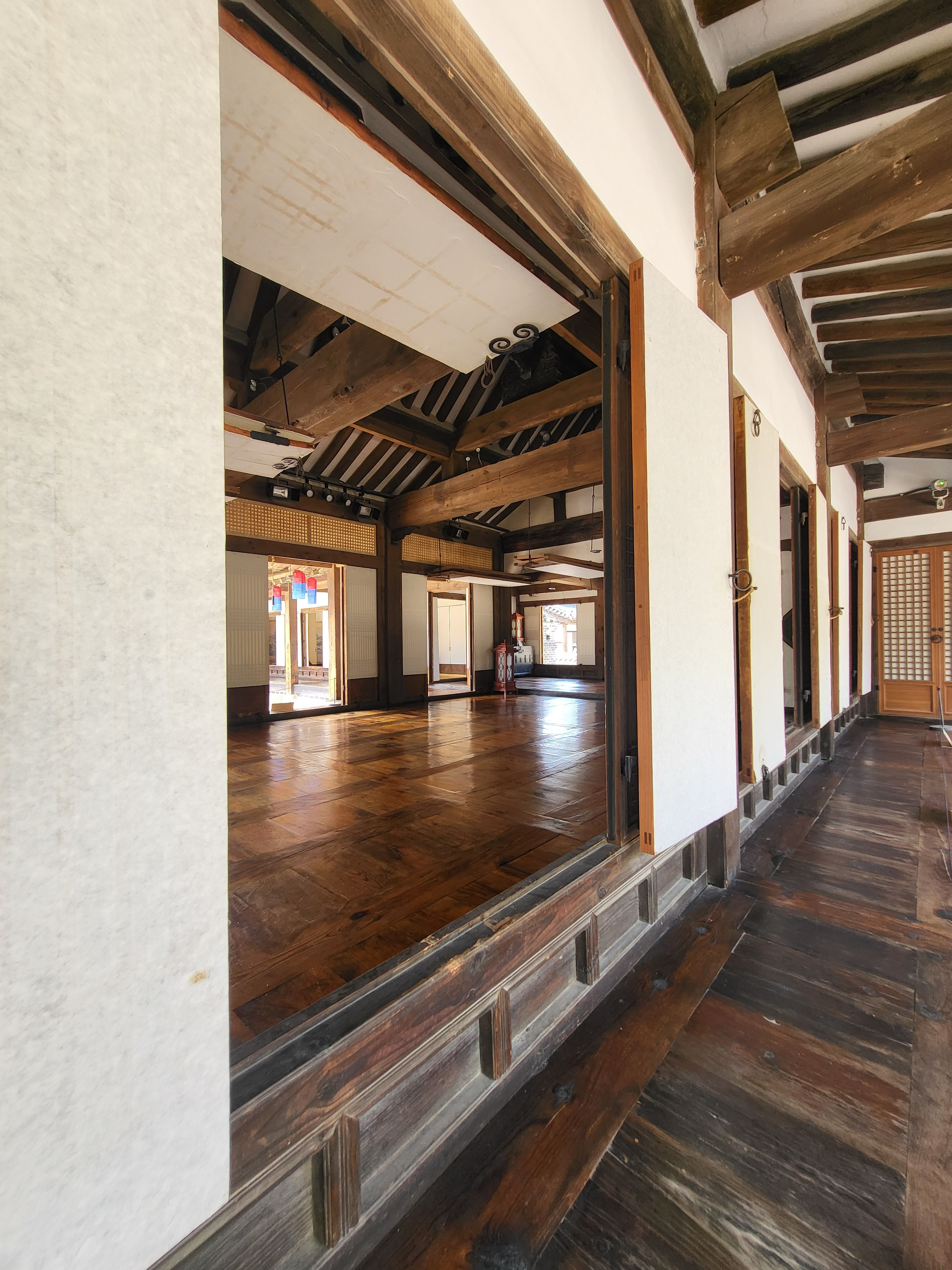
삼청동오위장김춘영가옥
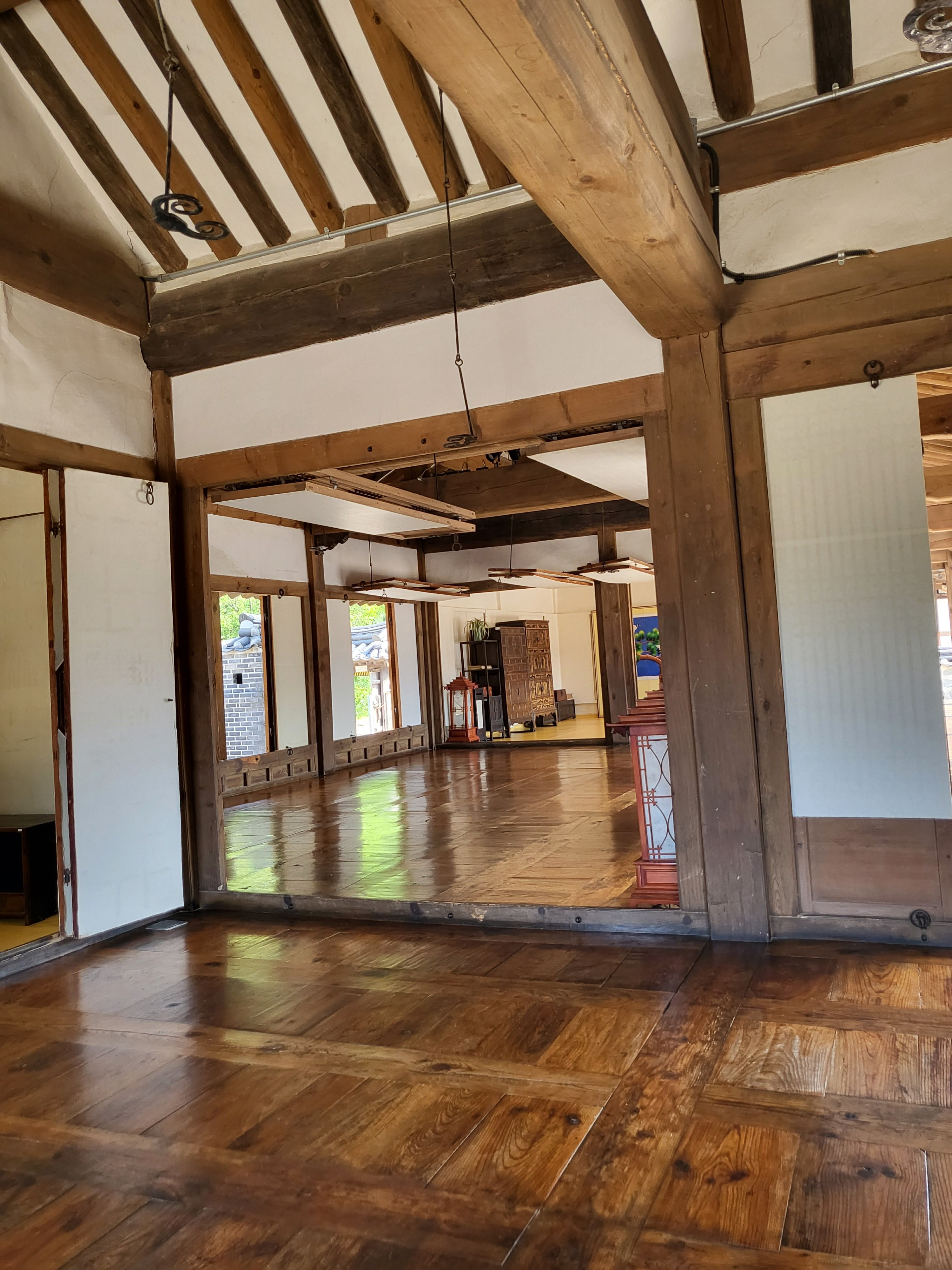
삼청동오위장김춘영가옥
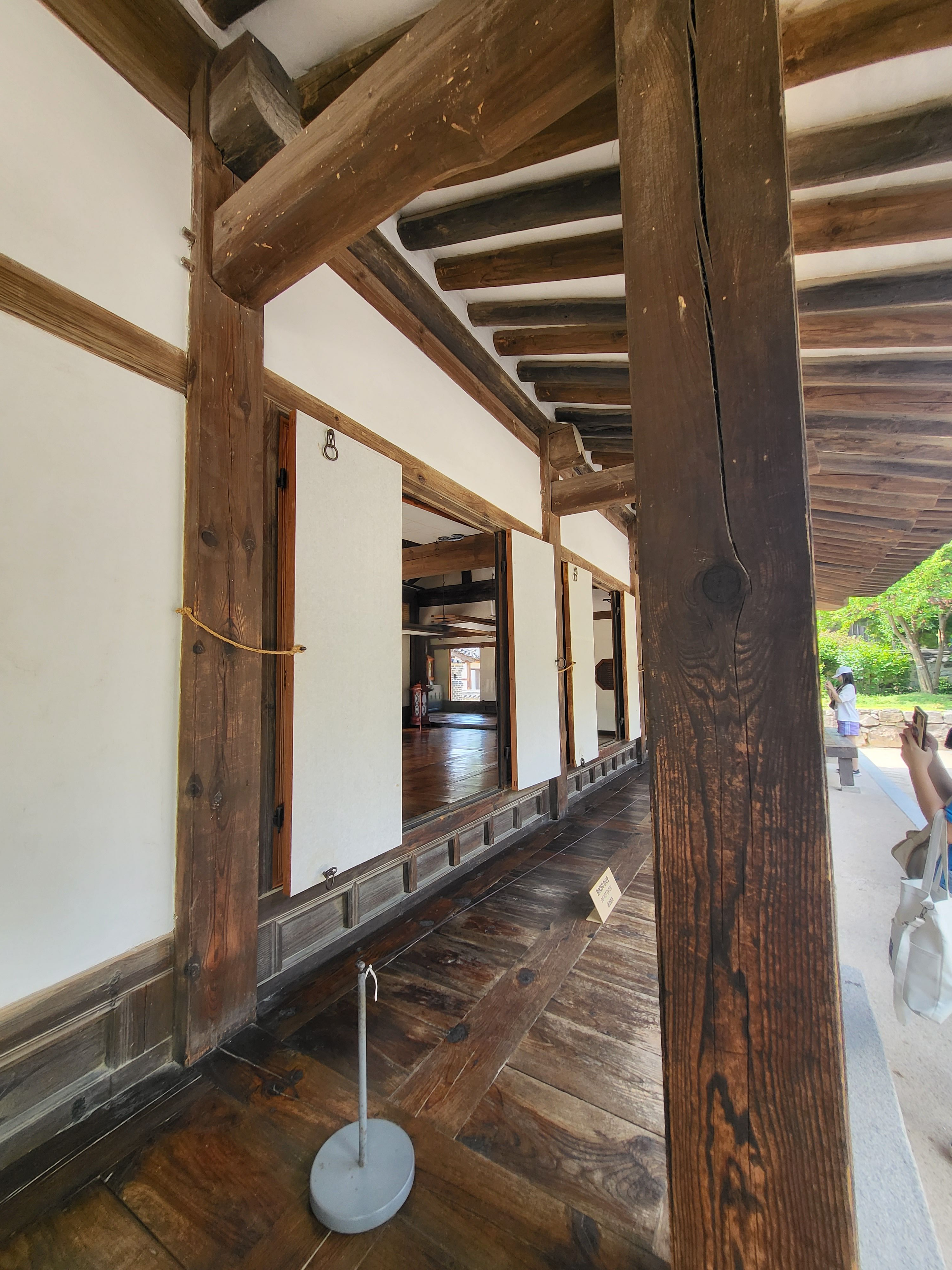
삼청동오위장김춘영가옥
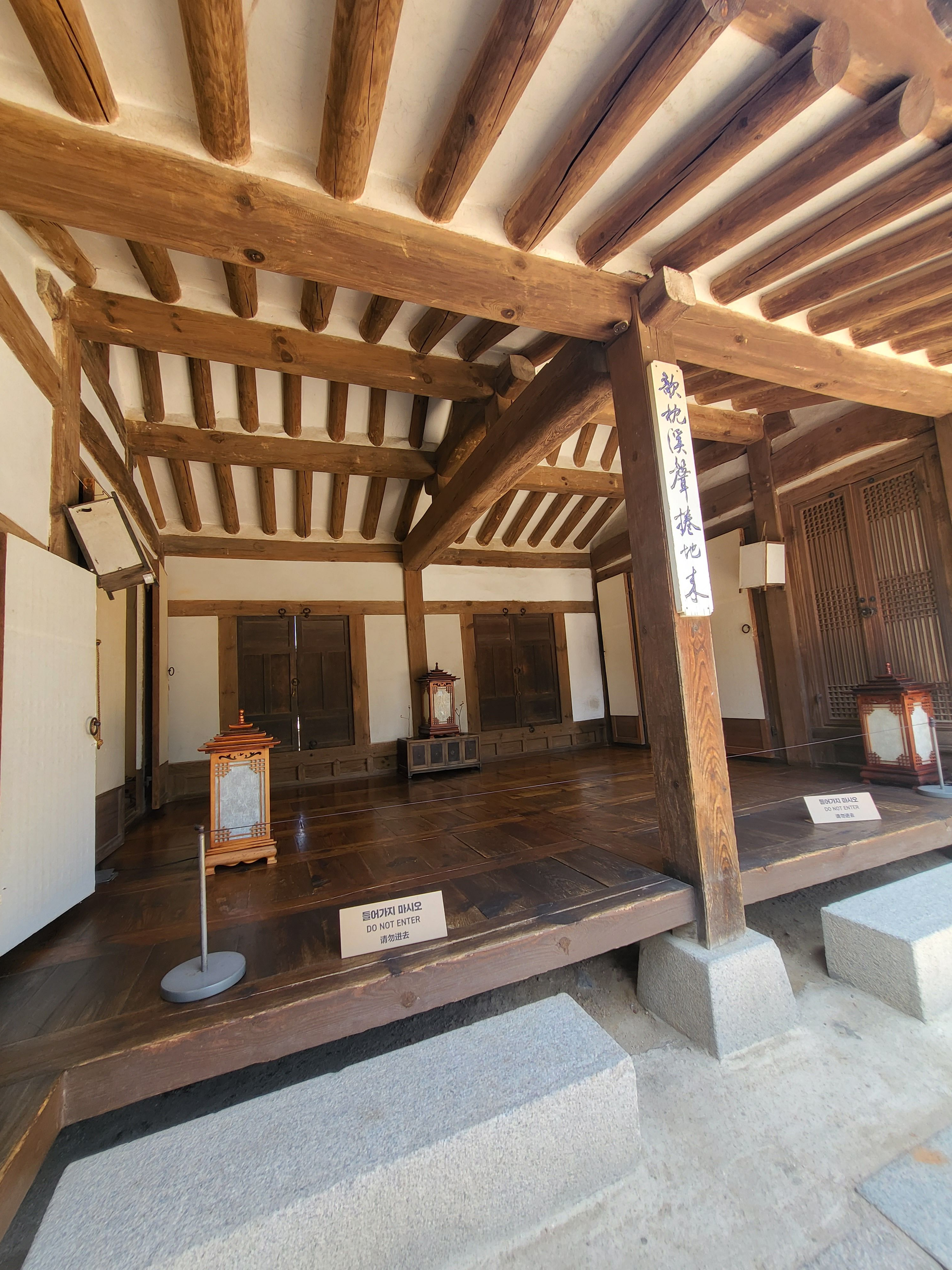
삼청동오위장김춘영가옥
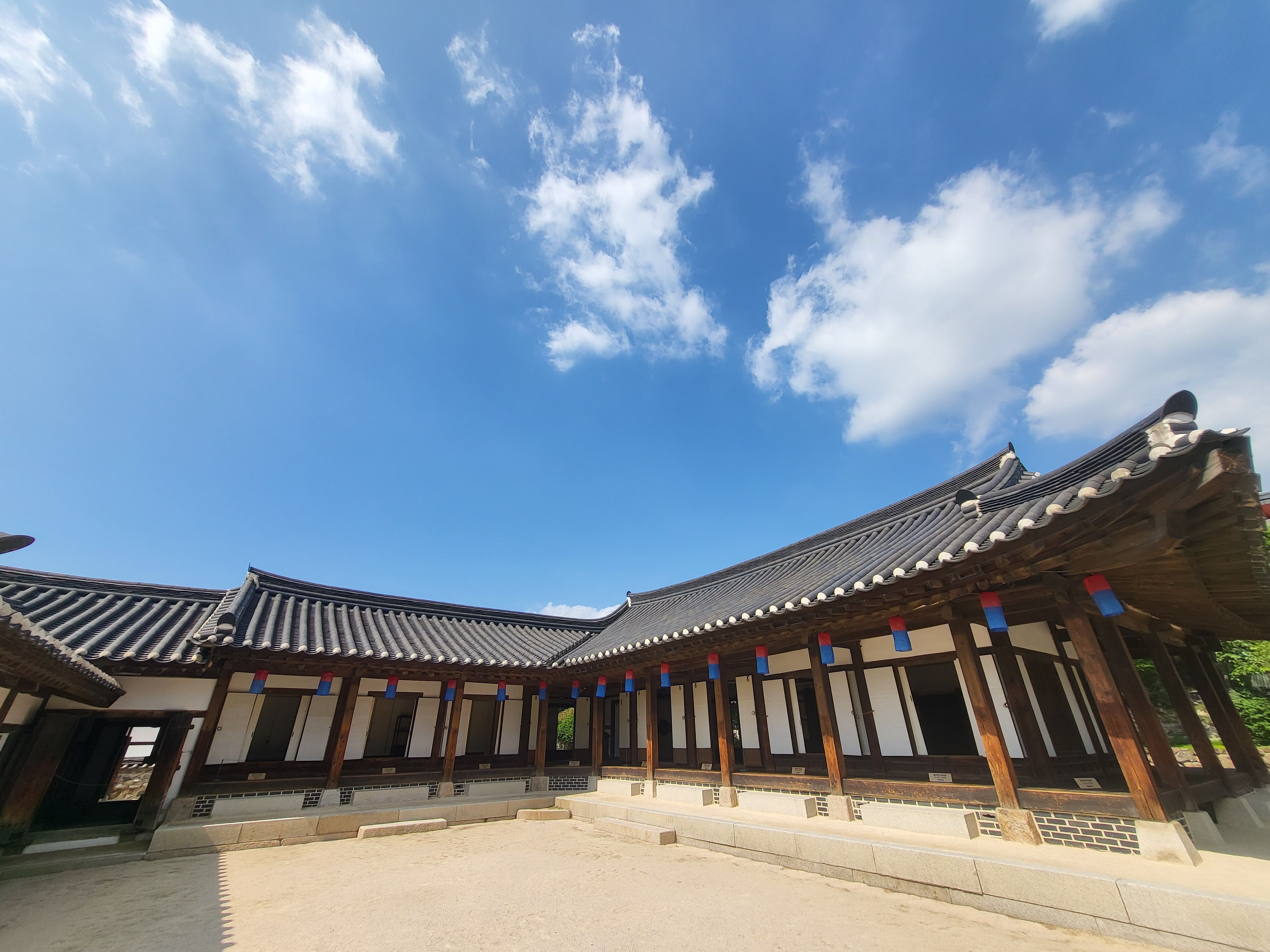
삼청동오위장김춘영가옥
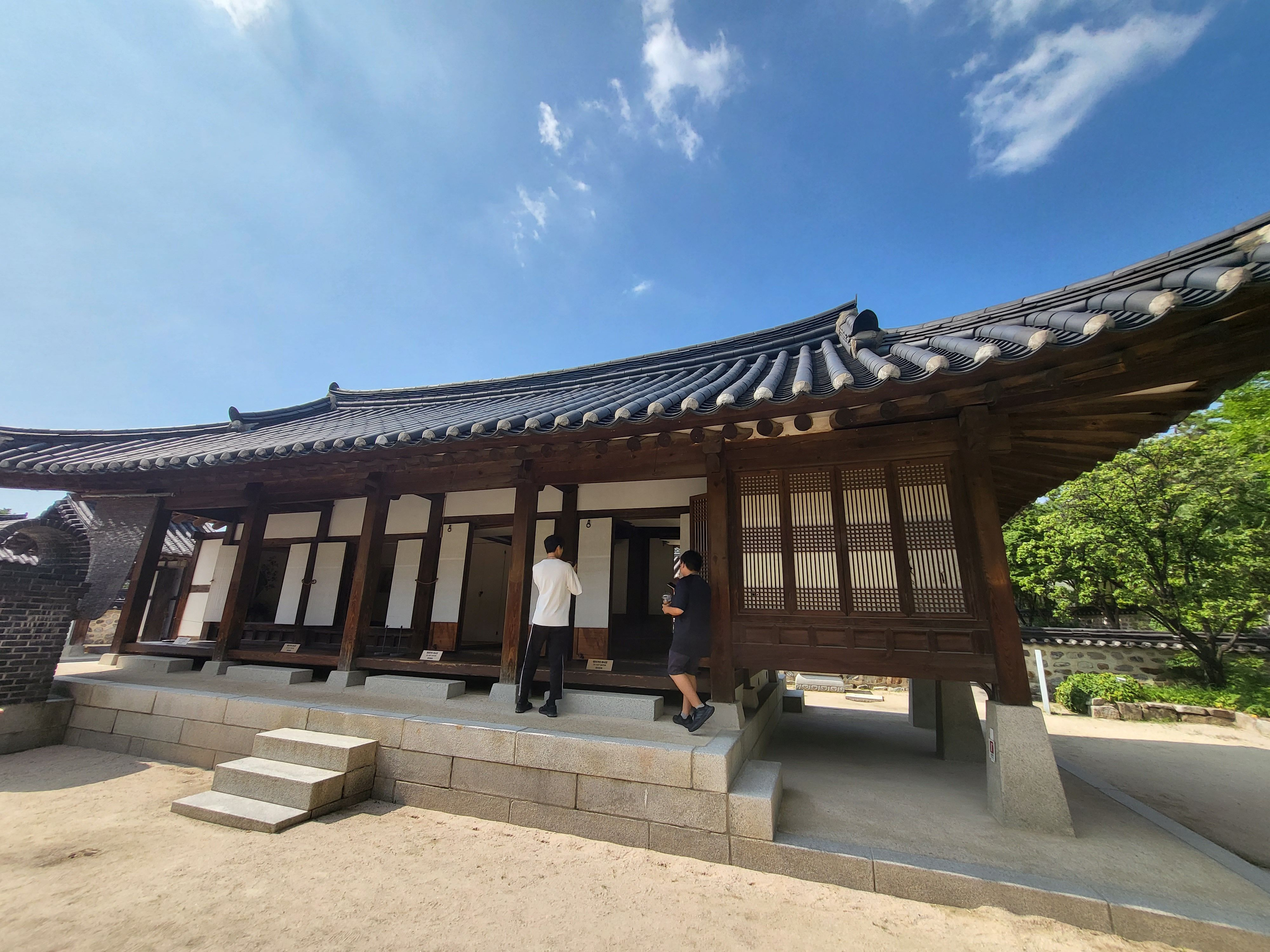
삼청동오위장김춘영가옥
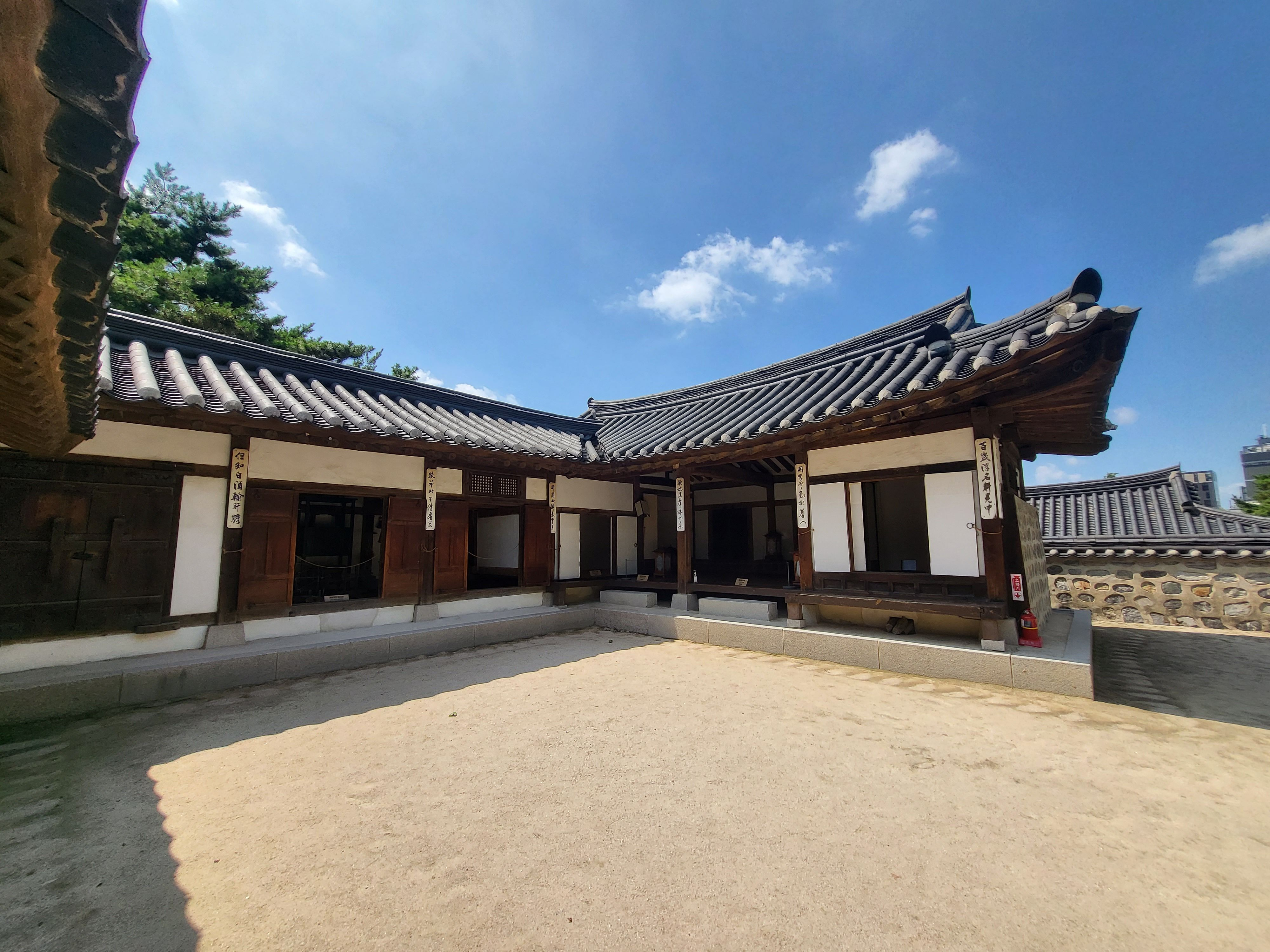
삼청동오위장김춘영가옥
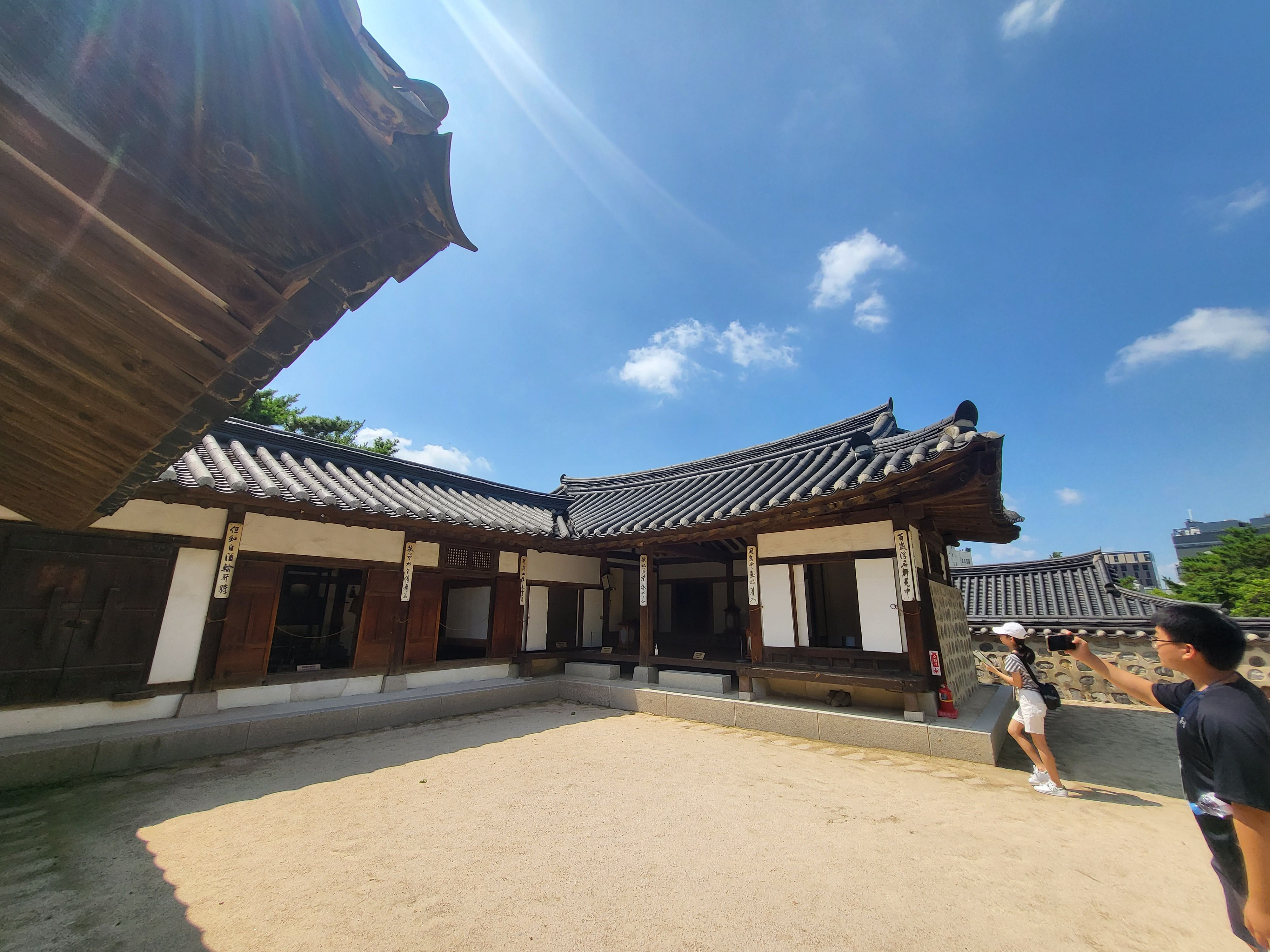
삼청동오위장김춘영가옥
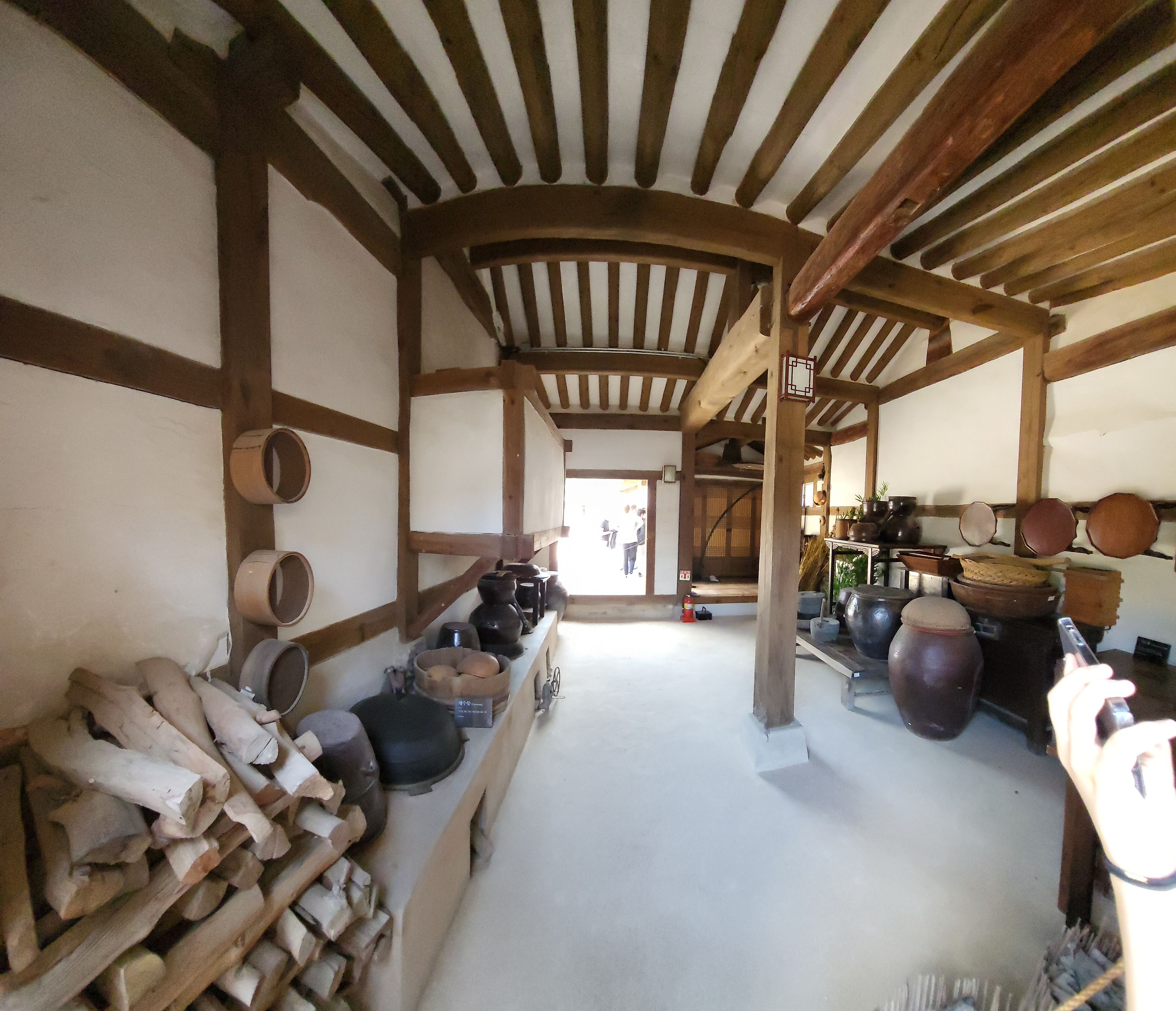
삼청동오위장김춘영가옥
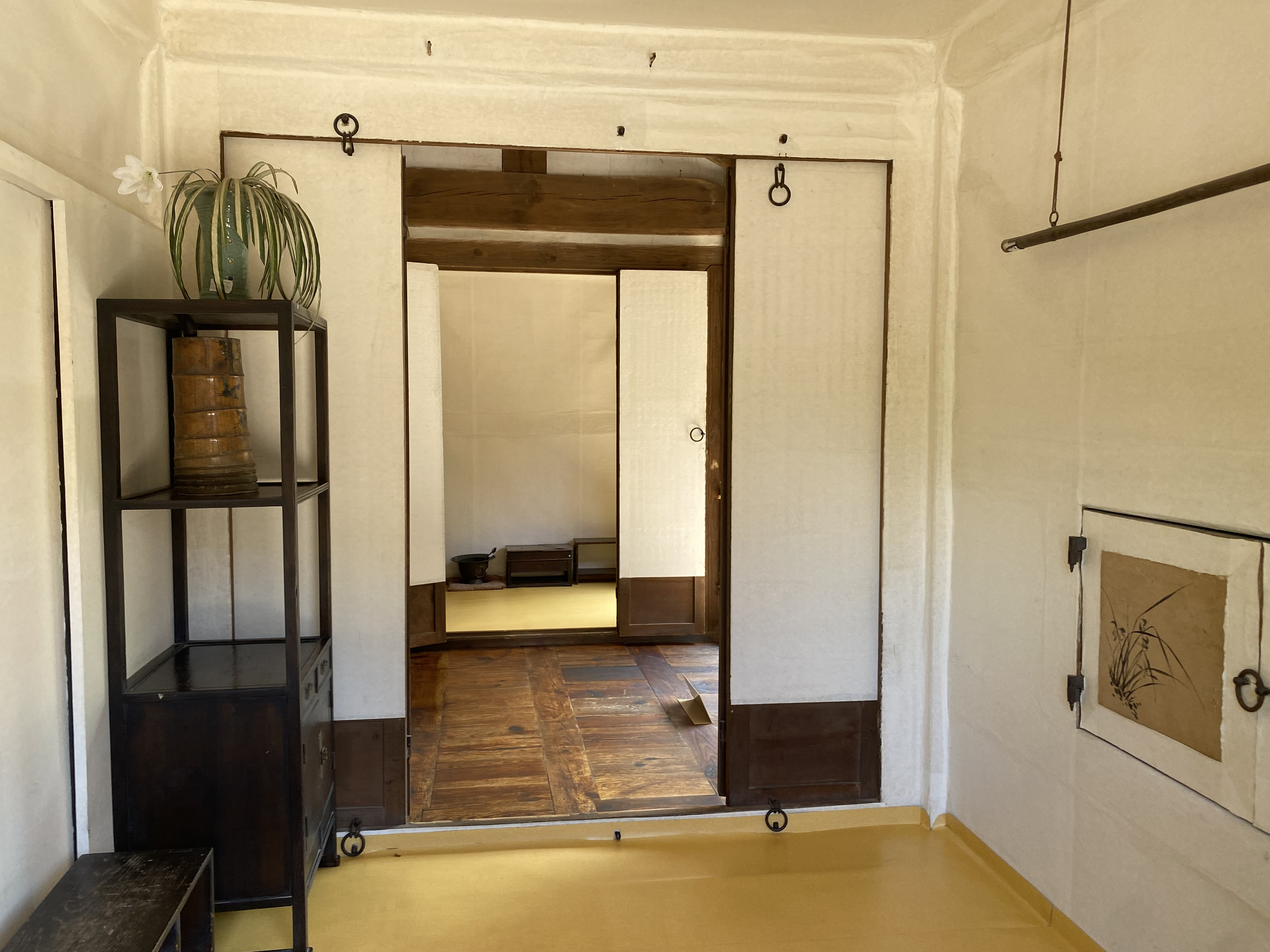
삼천동오위장김춘영가옥의 사진
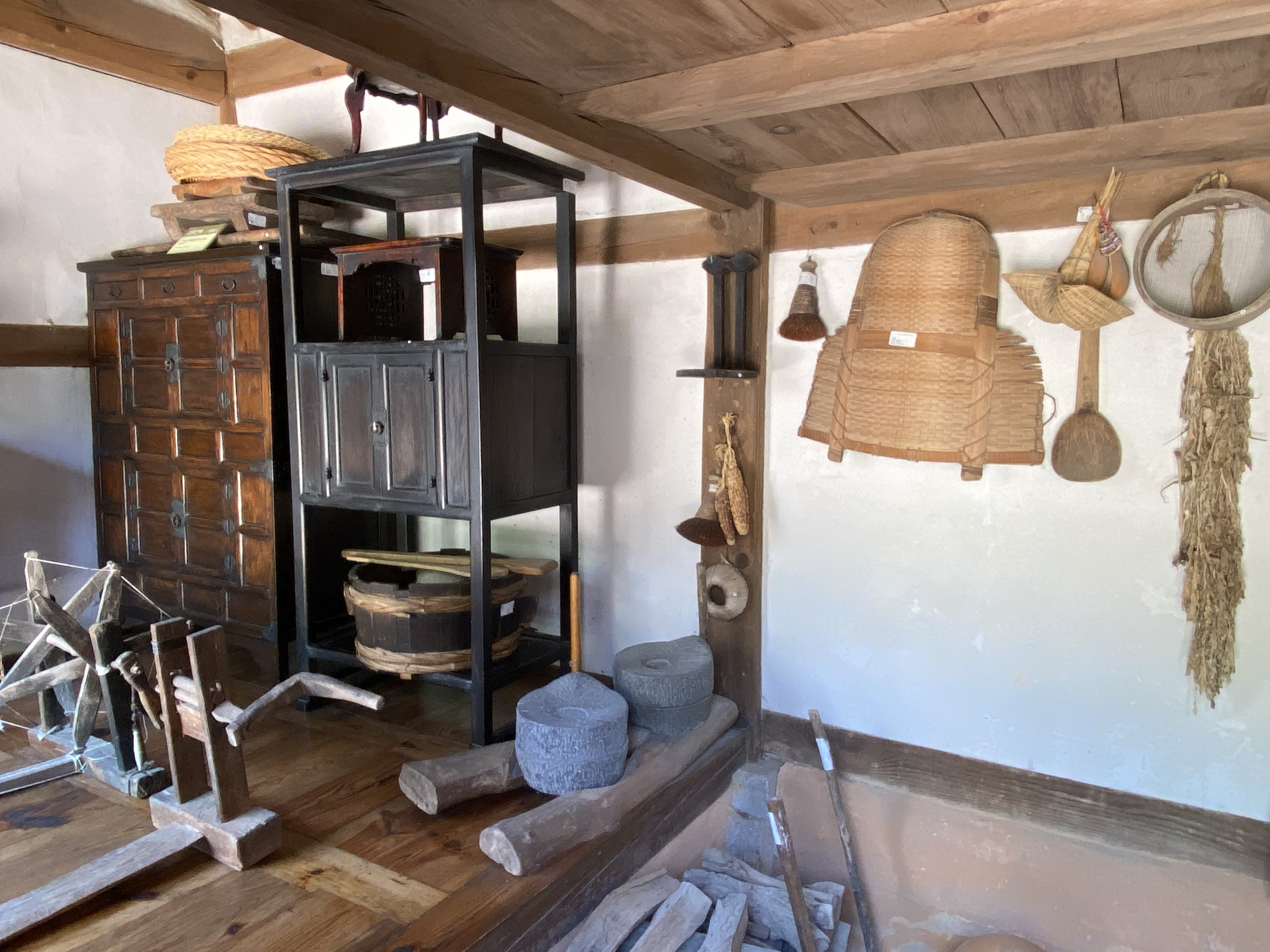
삼천동오위장김춘영가옥의 사진
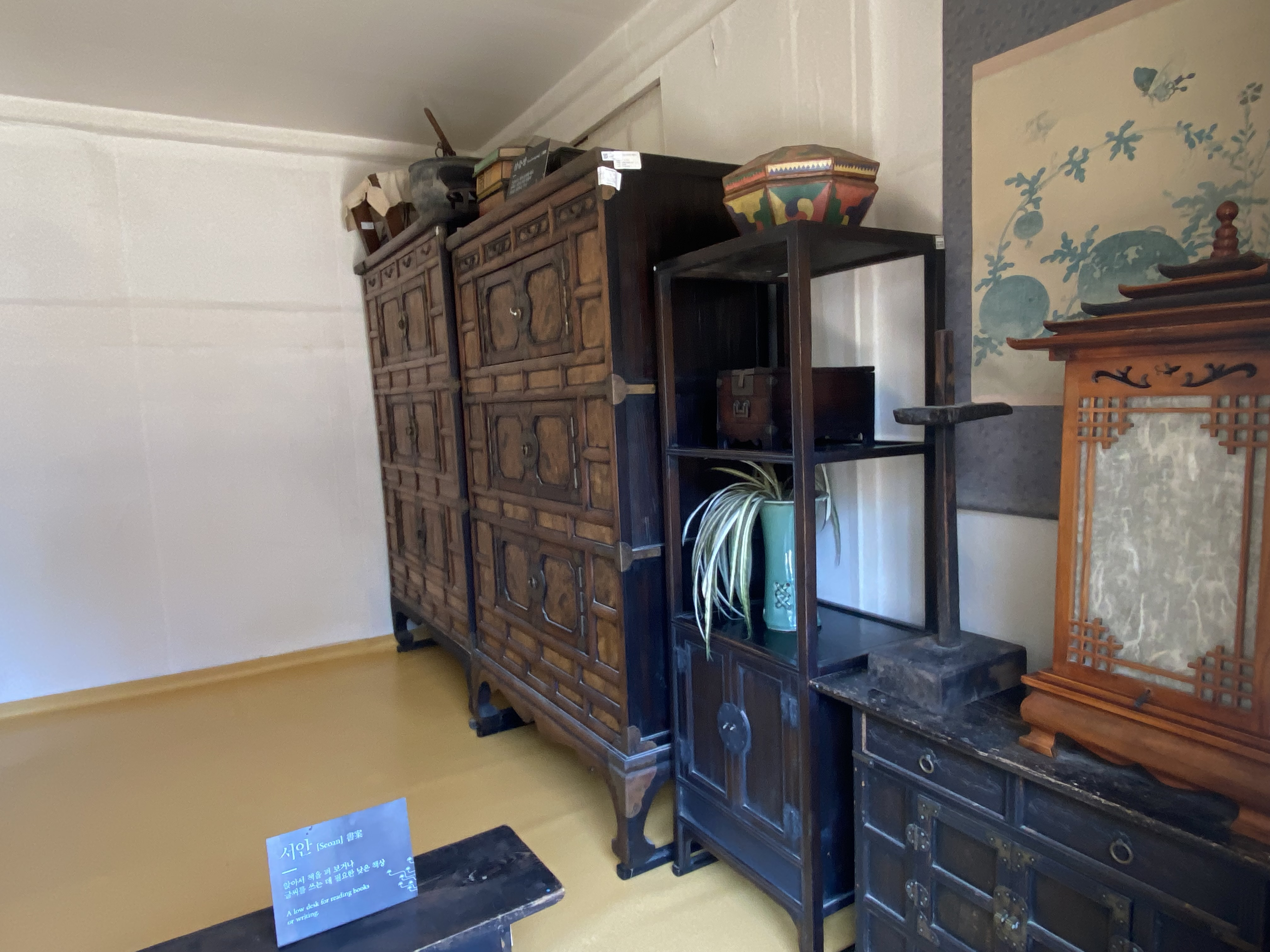
삼천동오위장김춘영가옥의 사진
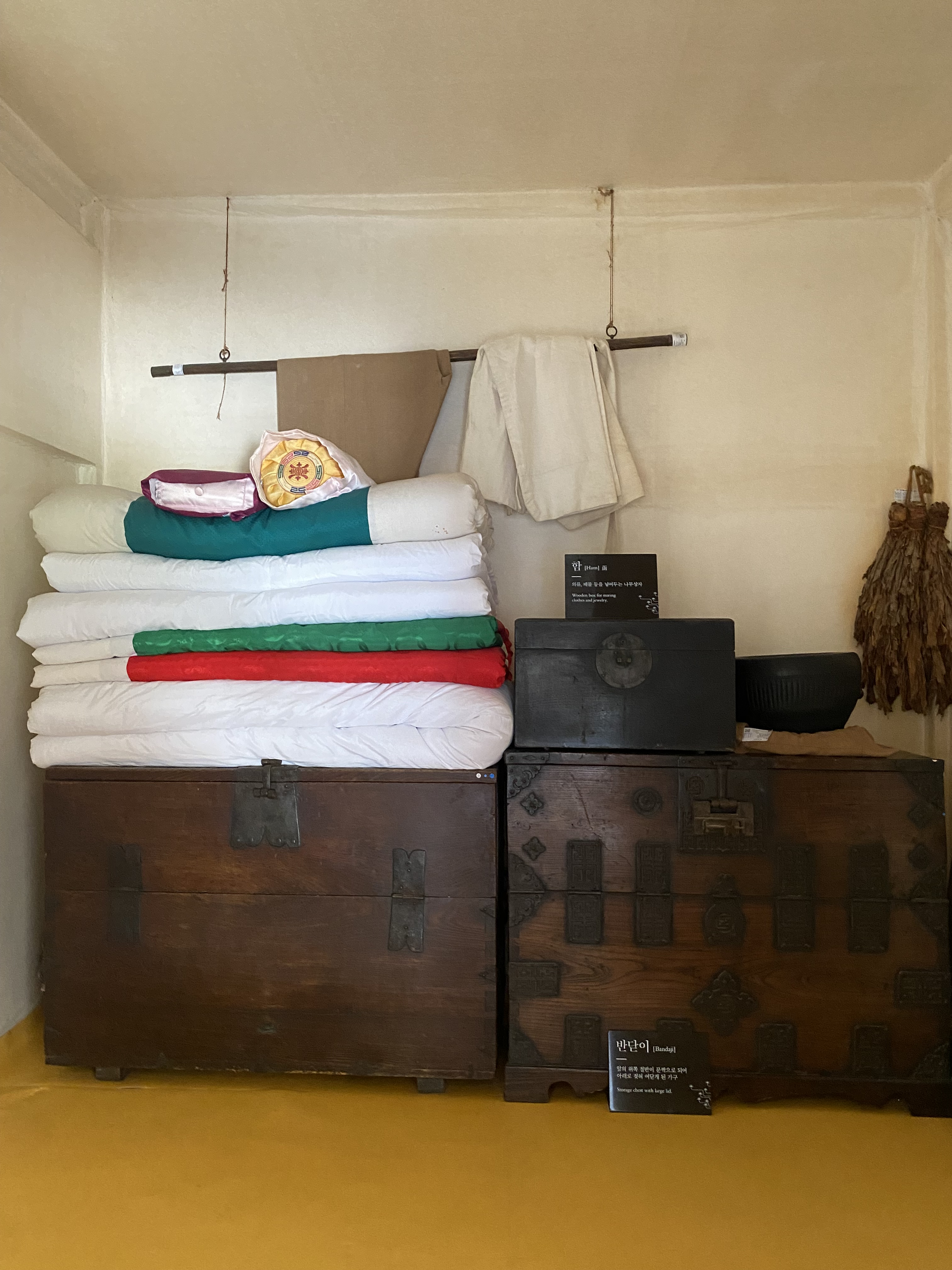
삼천동오위장김춘영가옥의 사진
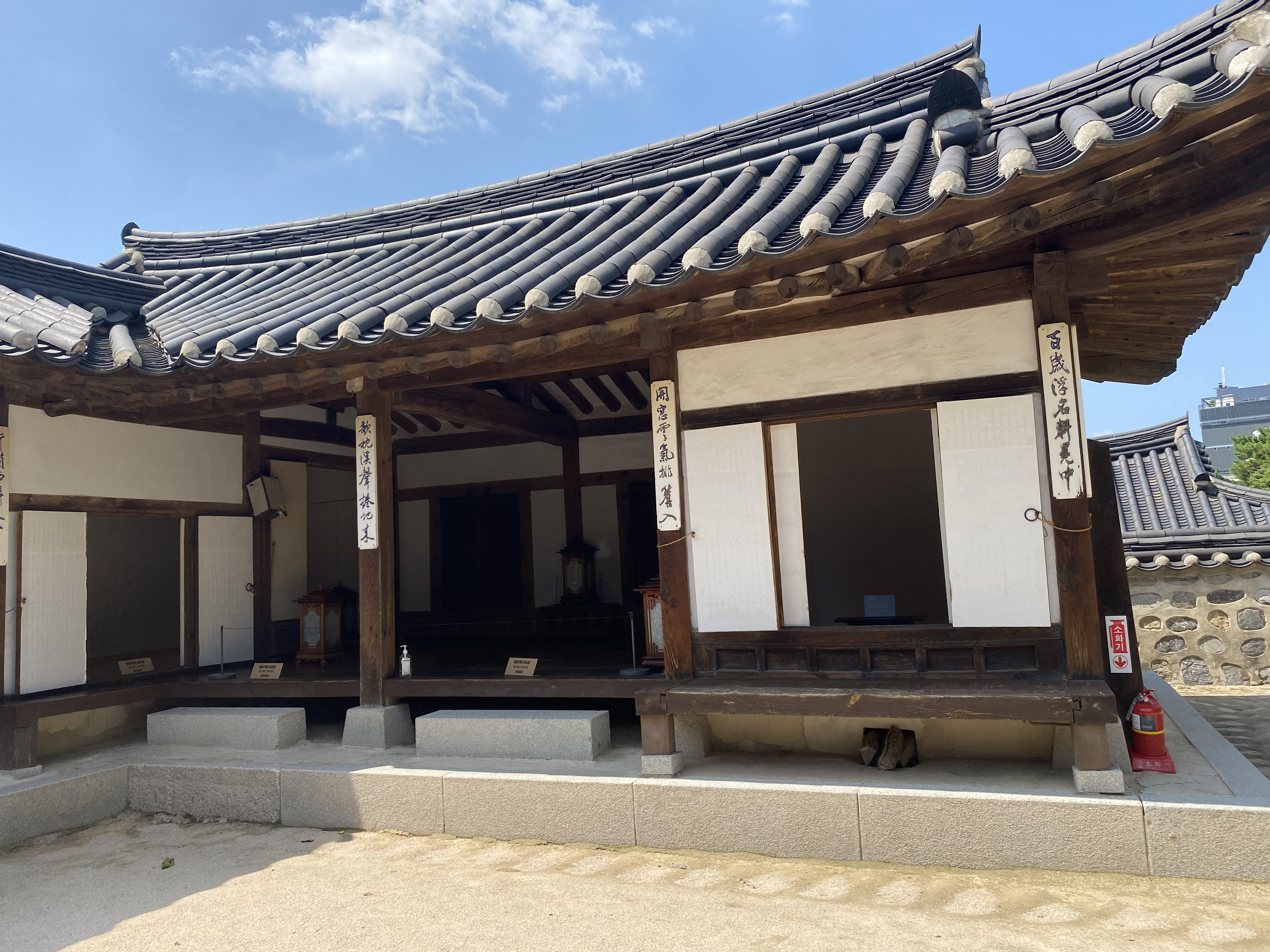
삼천동오위장김춘영가옥의 사진
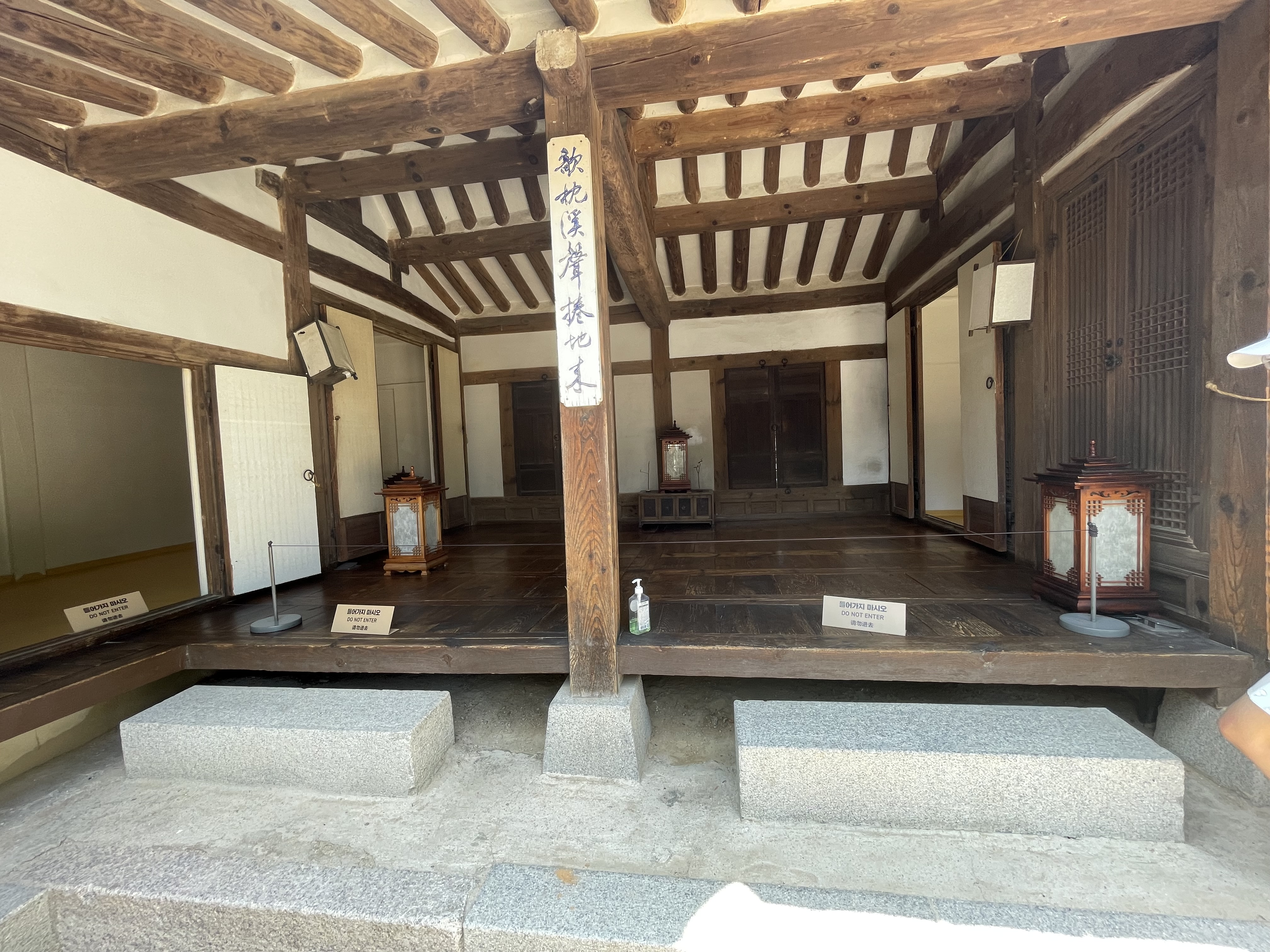
남산골 한옥마을 삼청동오위장김춘영가옥 사진
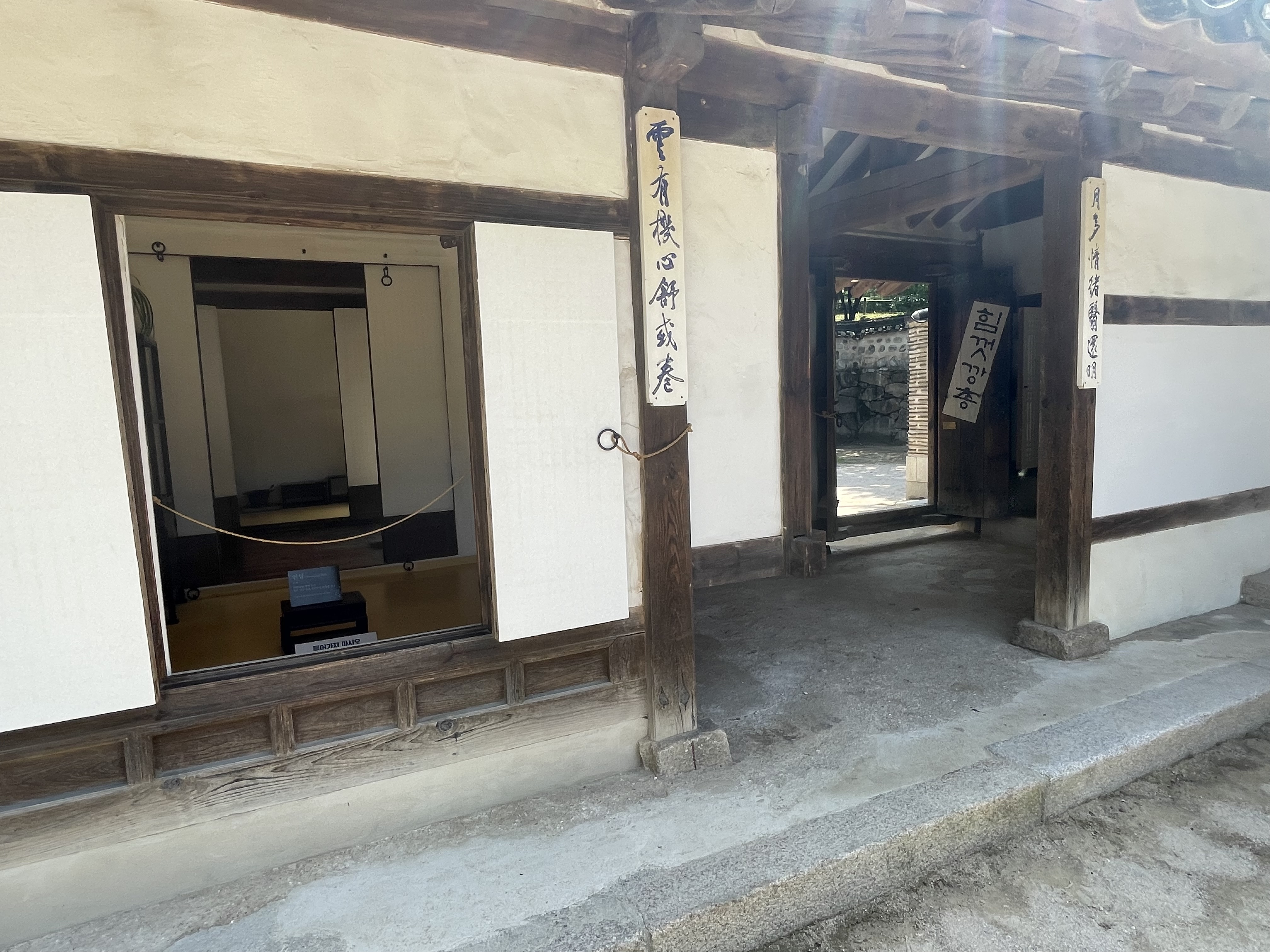
남산골 한옥마을 삼청동오위장김춘영가옥 사진
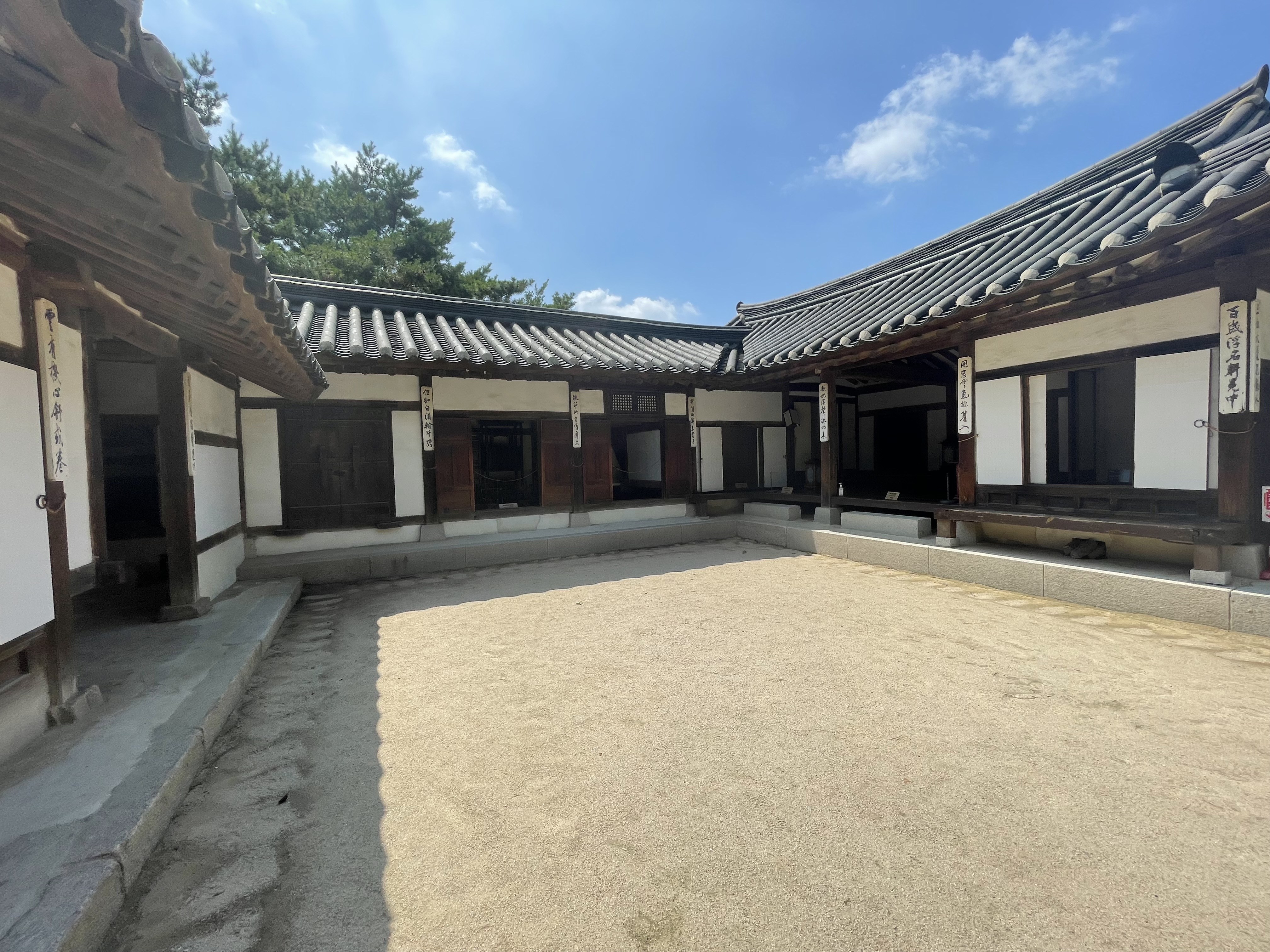
남산골 한옥마을 삼청동오위장김춘영가옥 사진
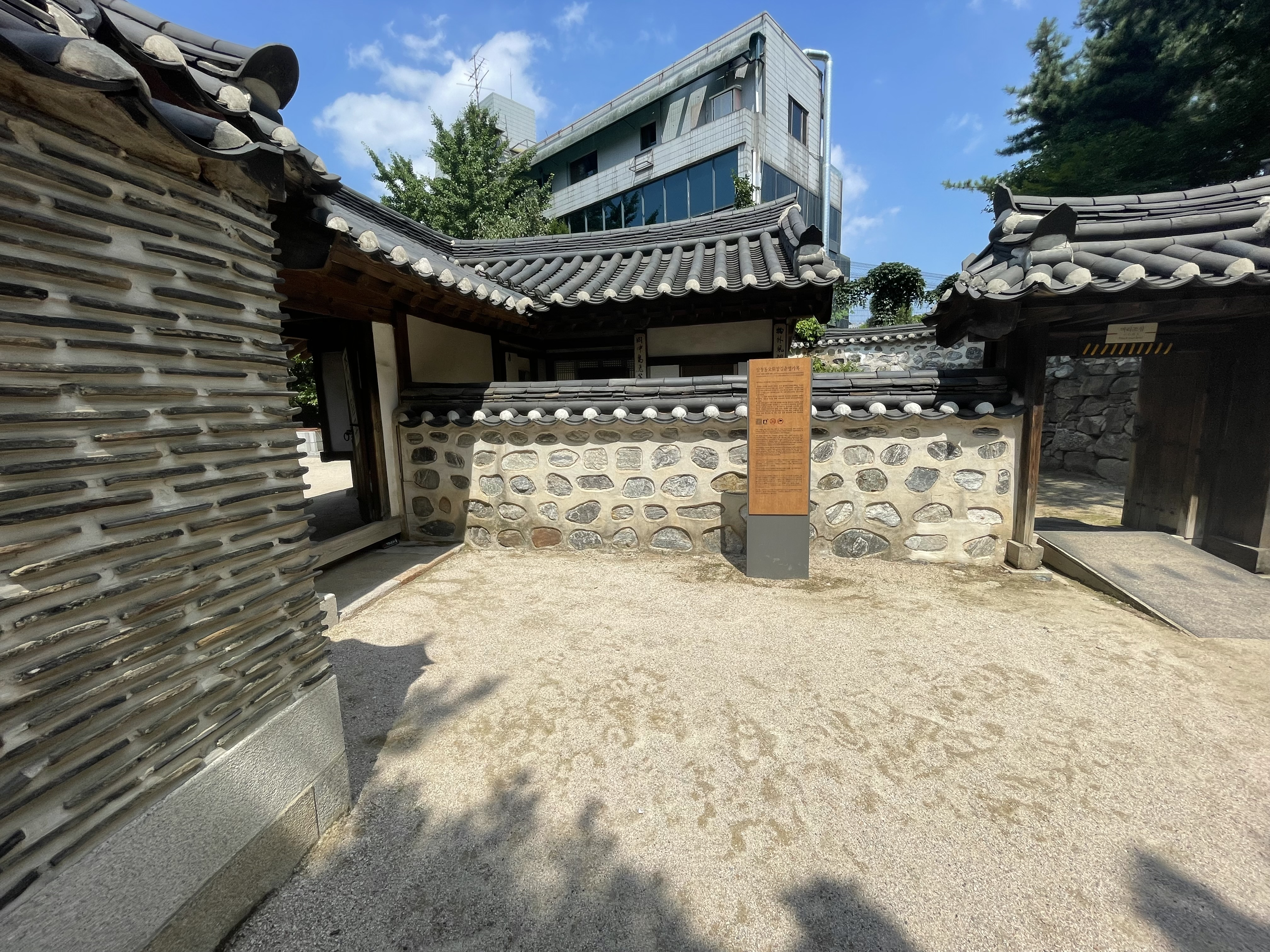
남산골 한옥마을 삼청동오위장김춘영가옥 사진
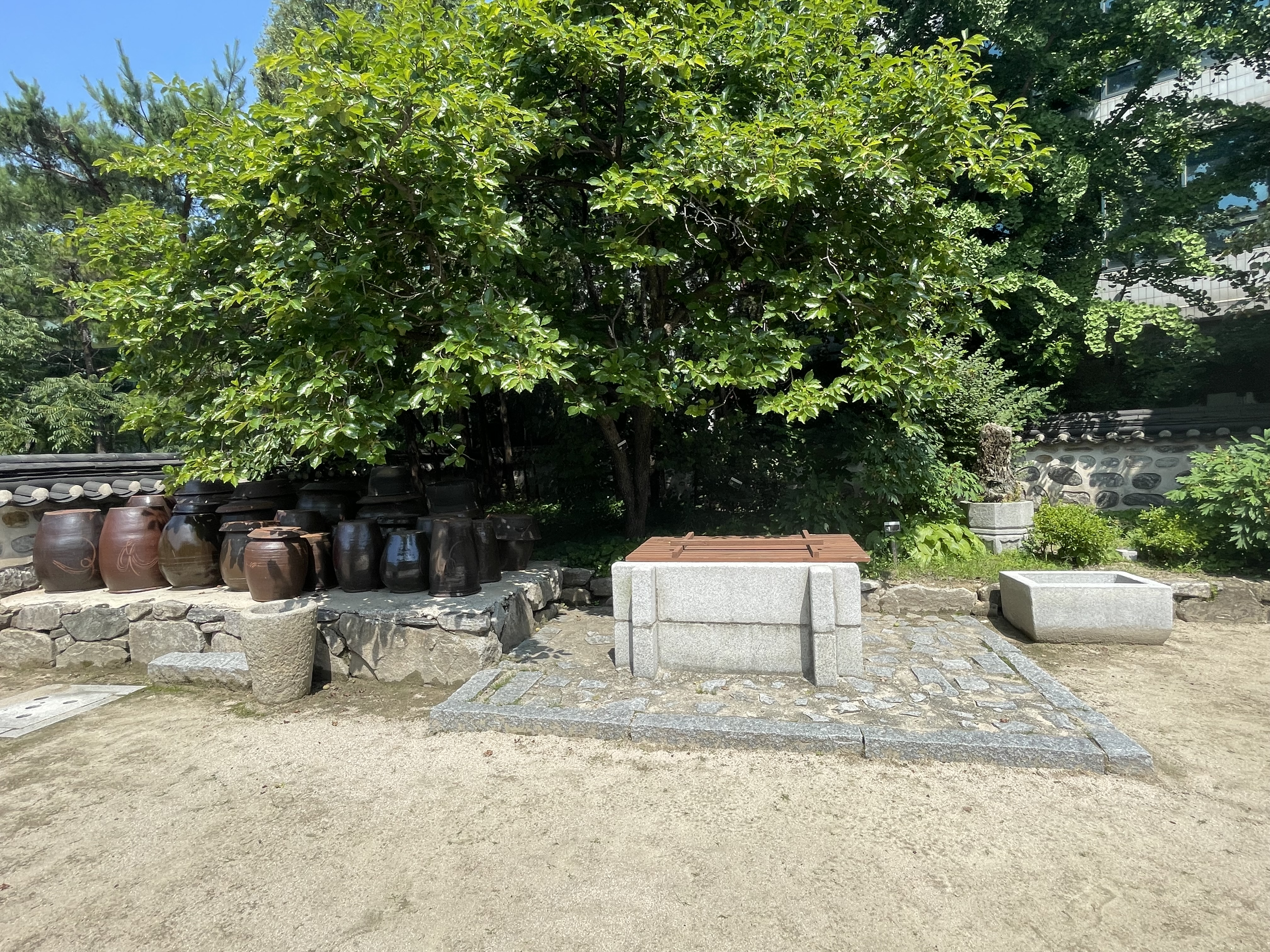
남산골 한옥마을 삼청동오위장김춘영가옥 사진
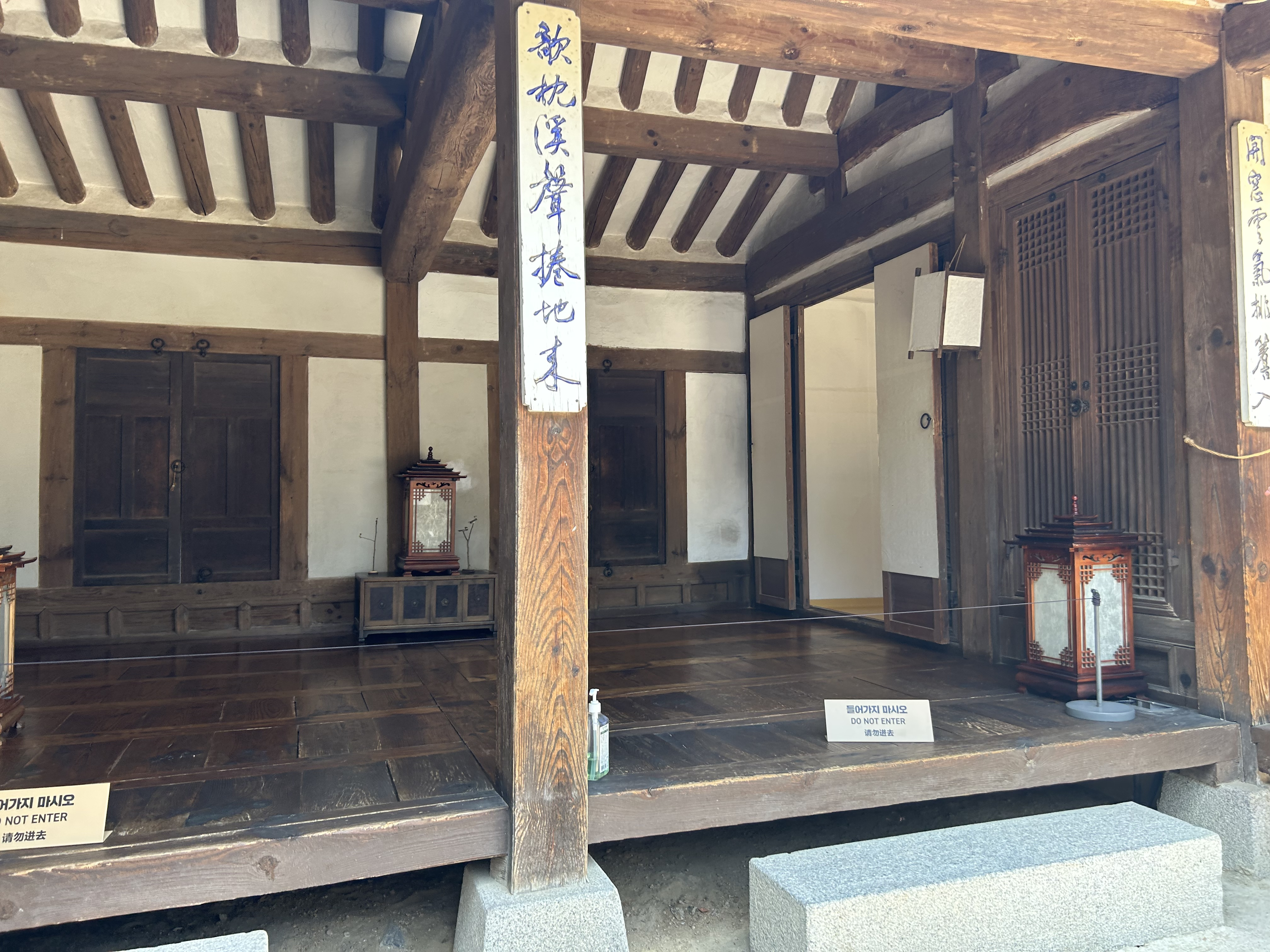
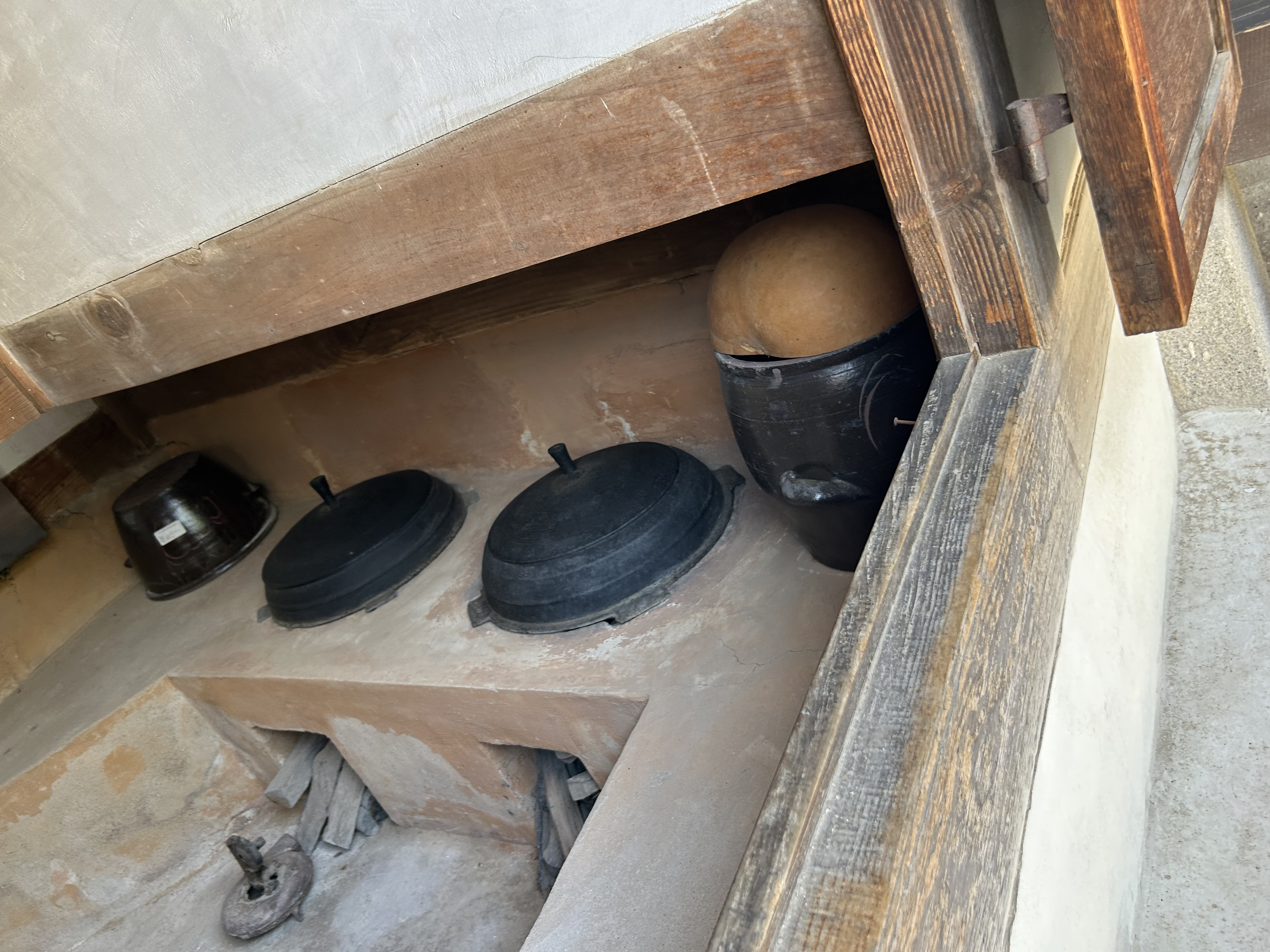
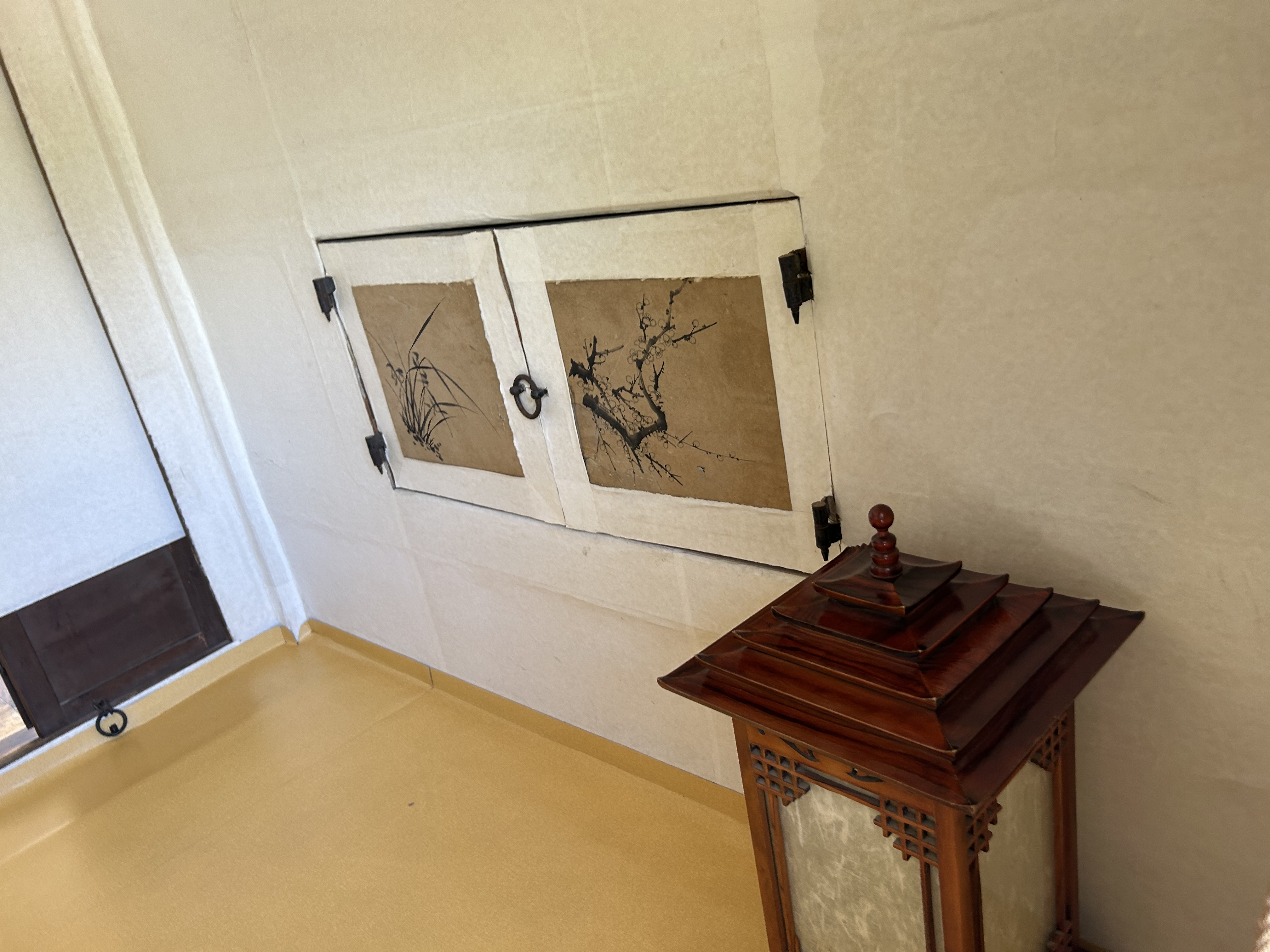
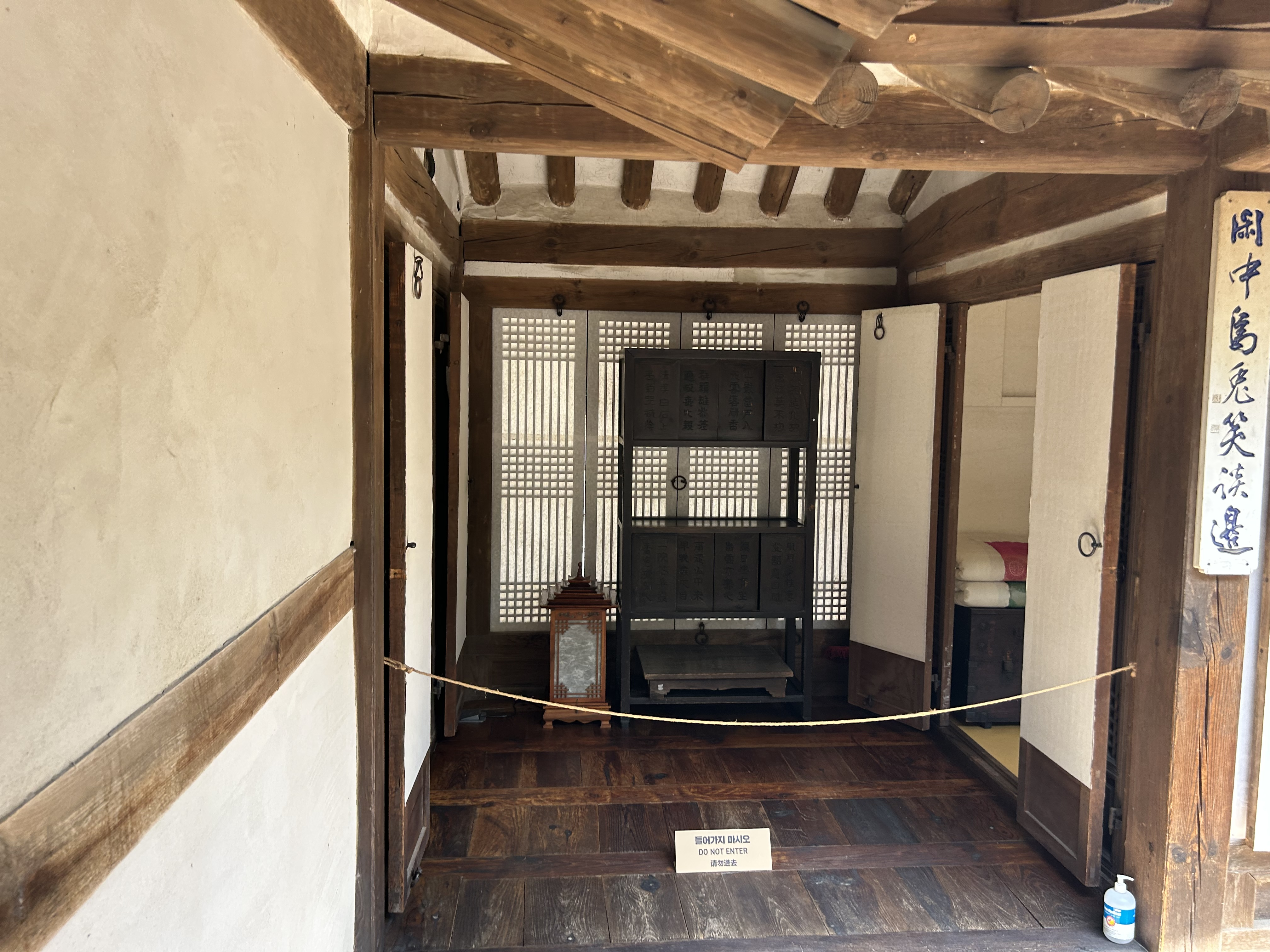
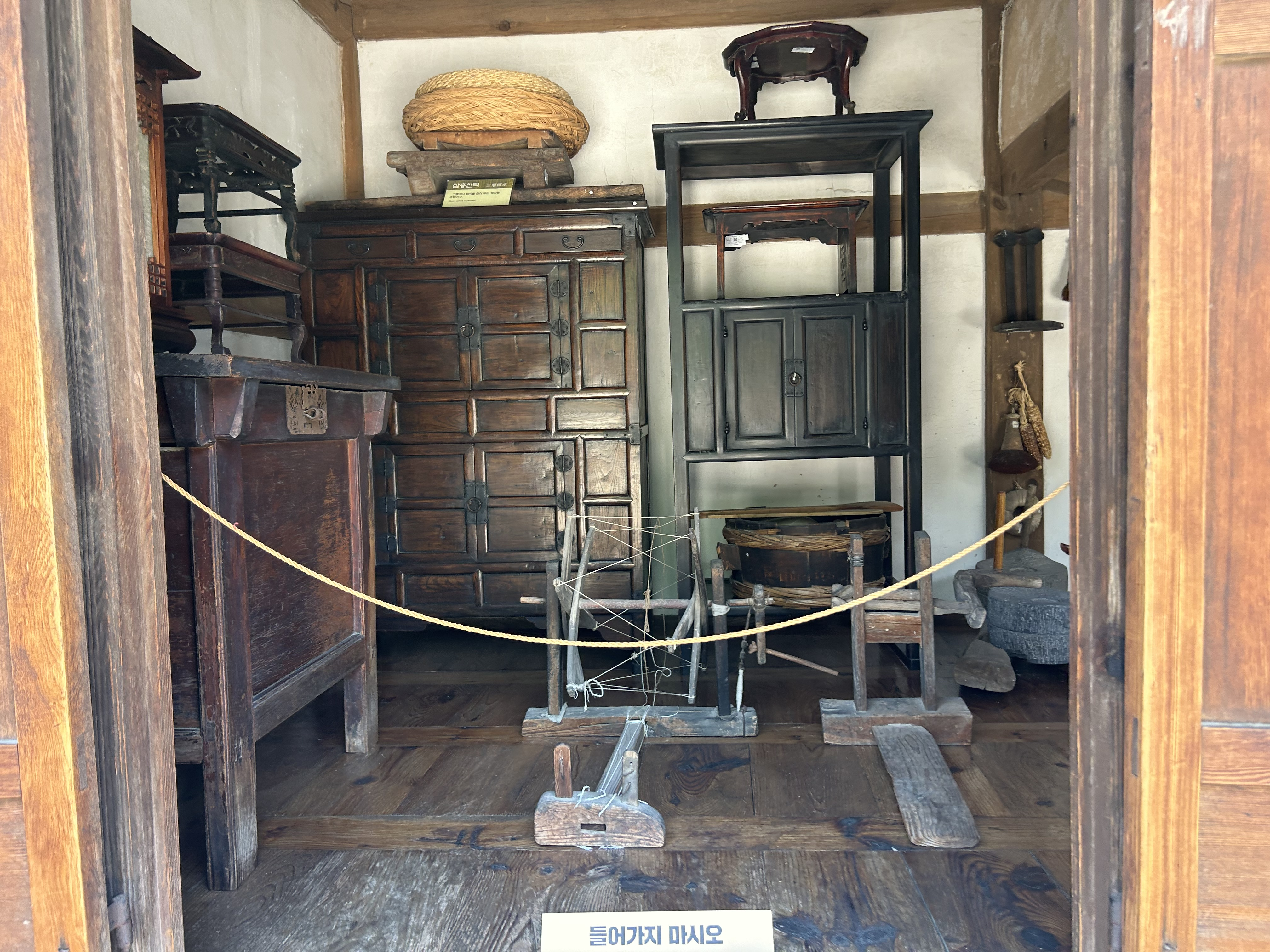
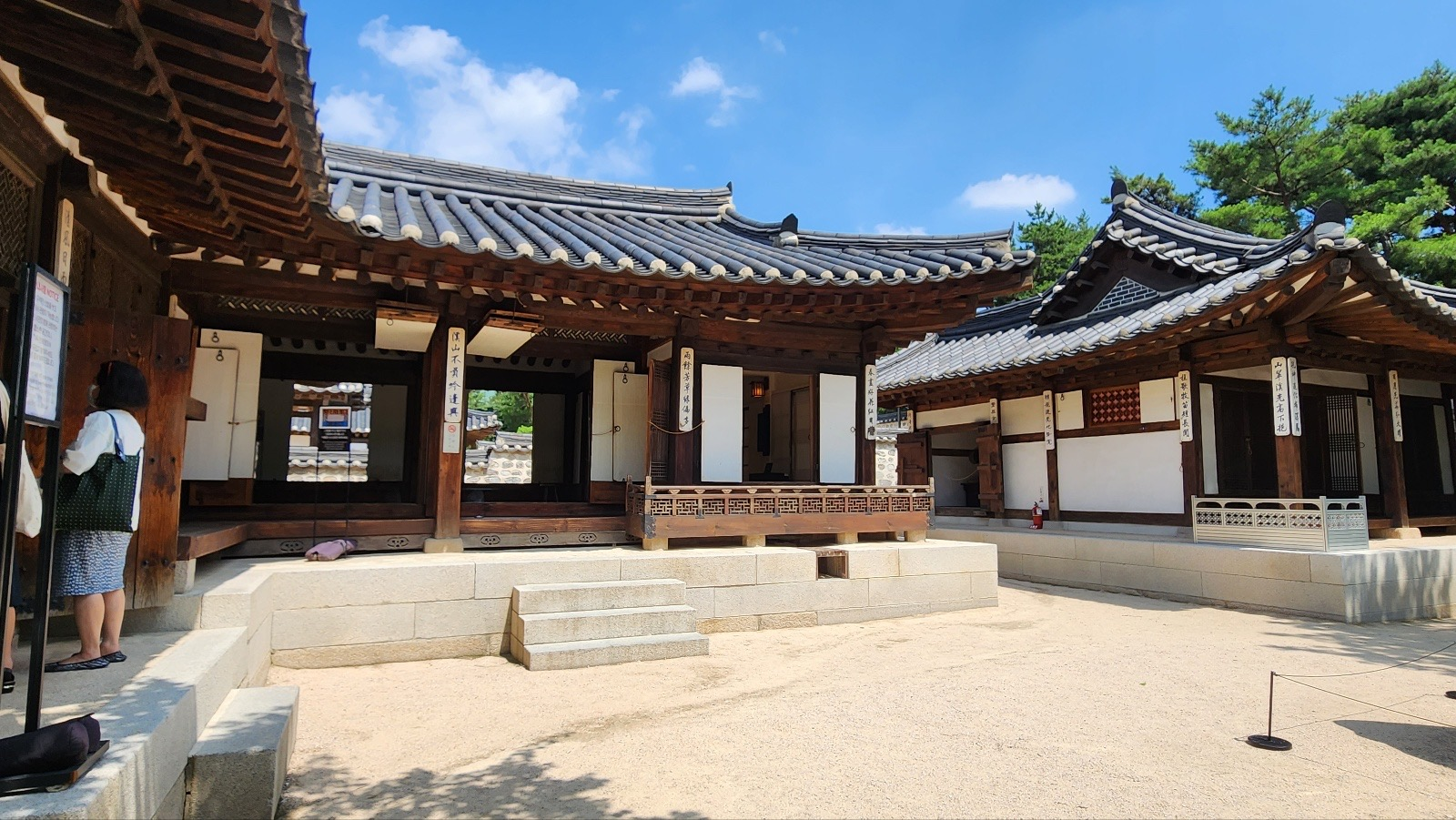
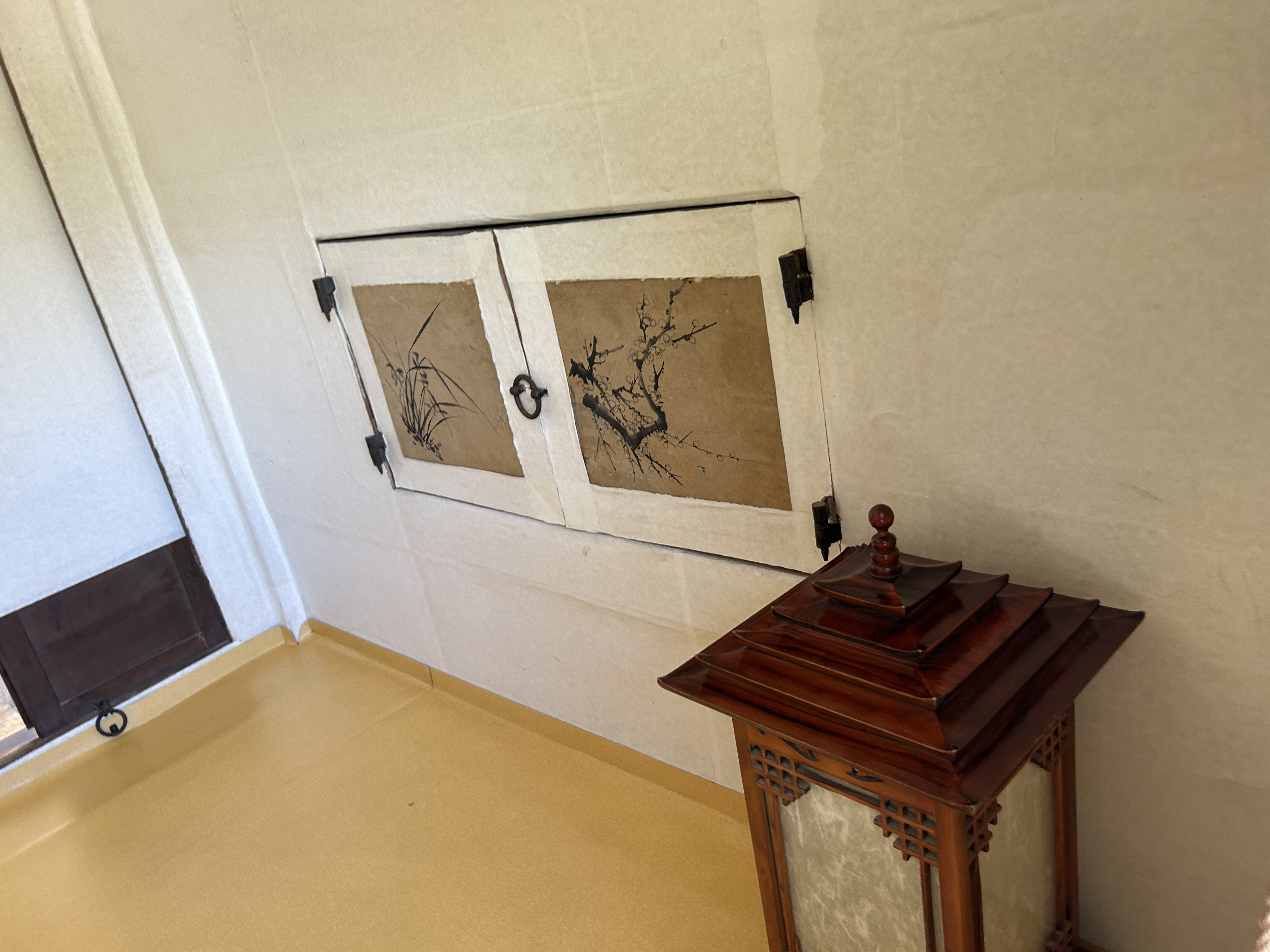
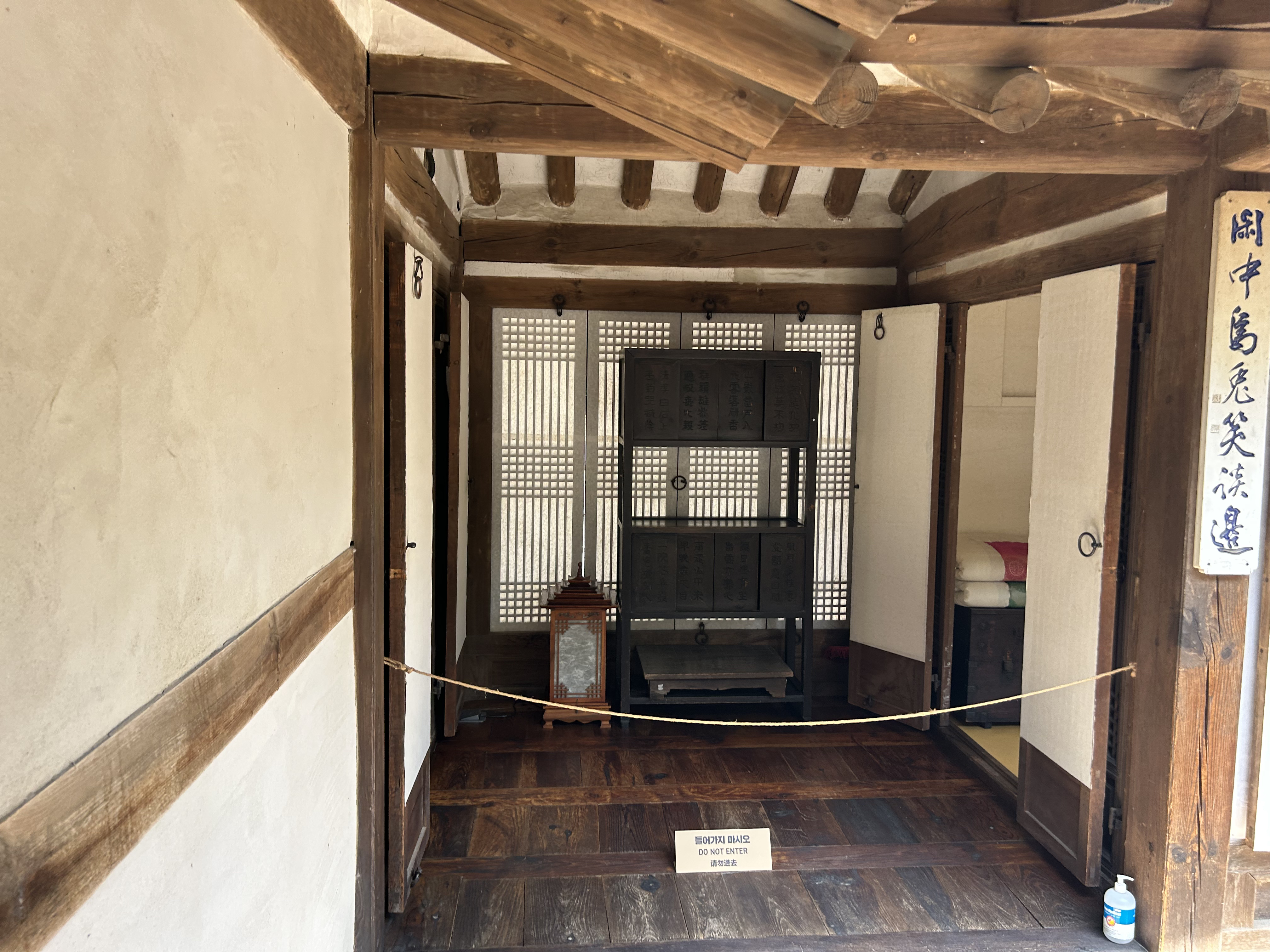
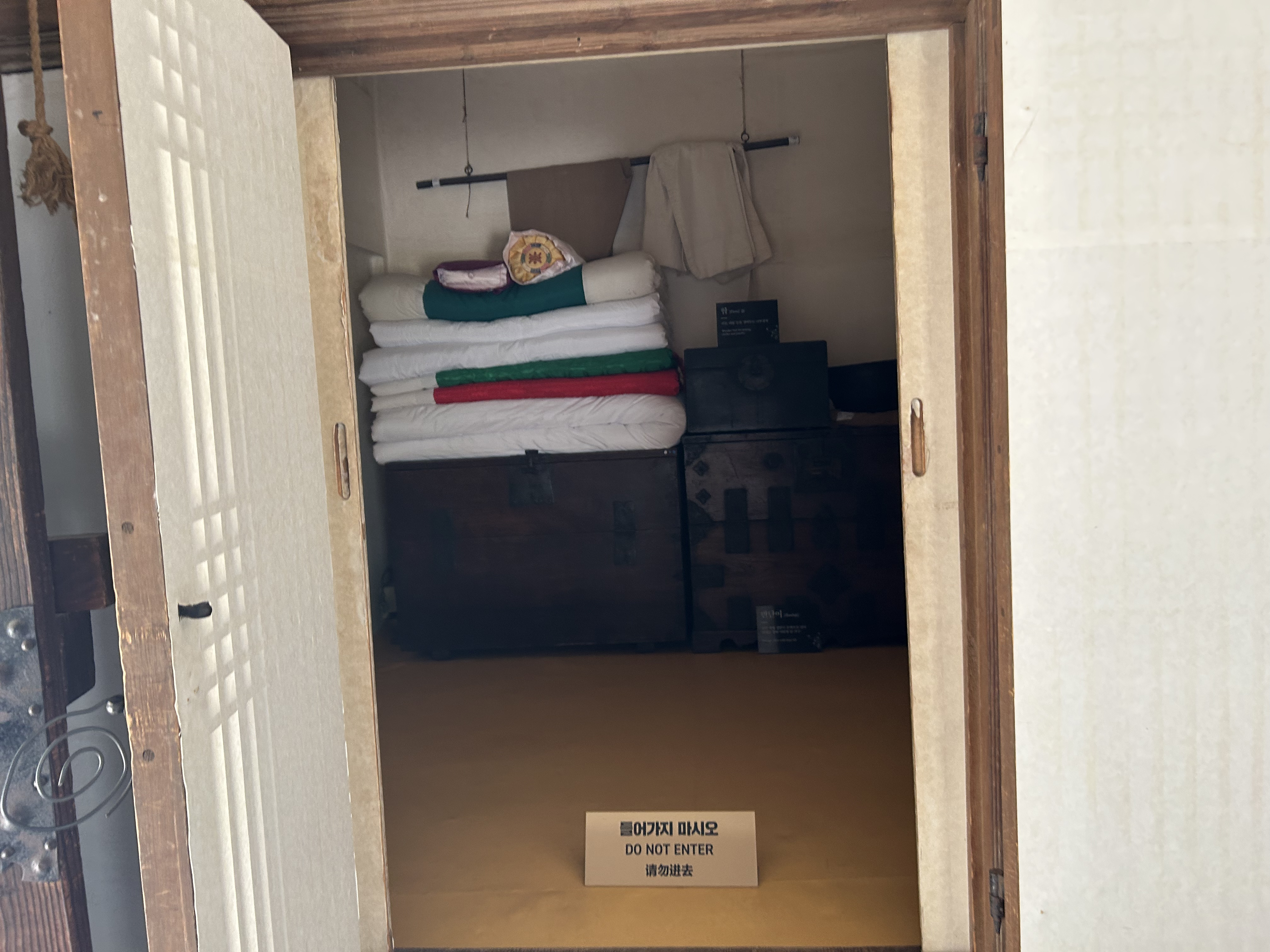
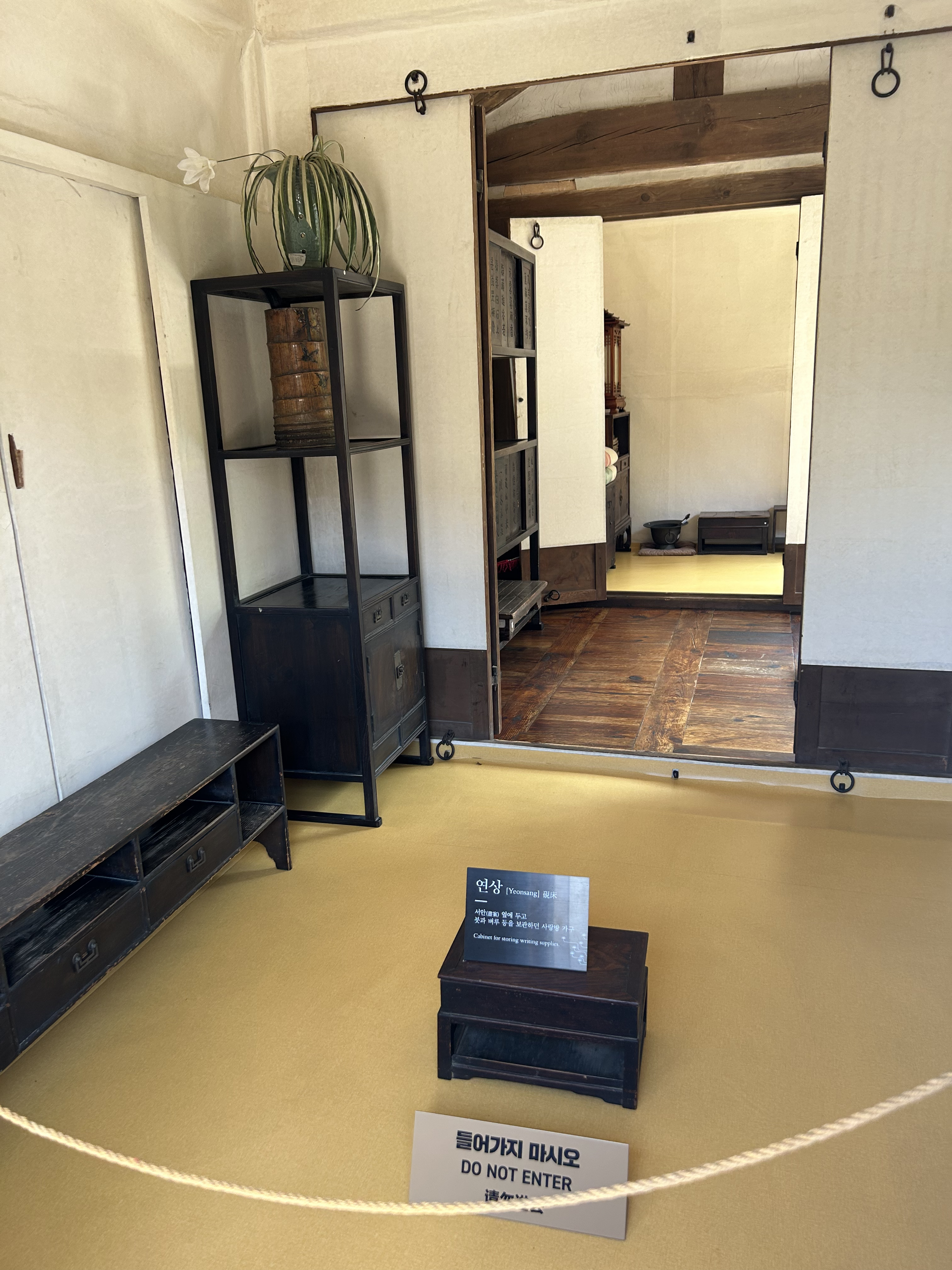
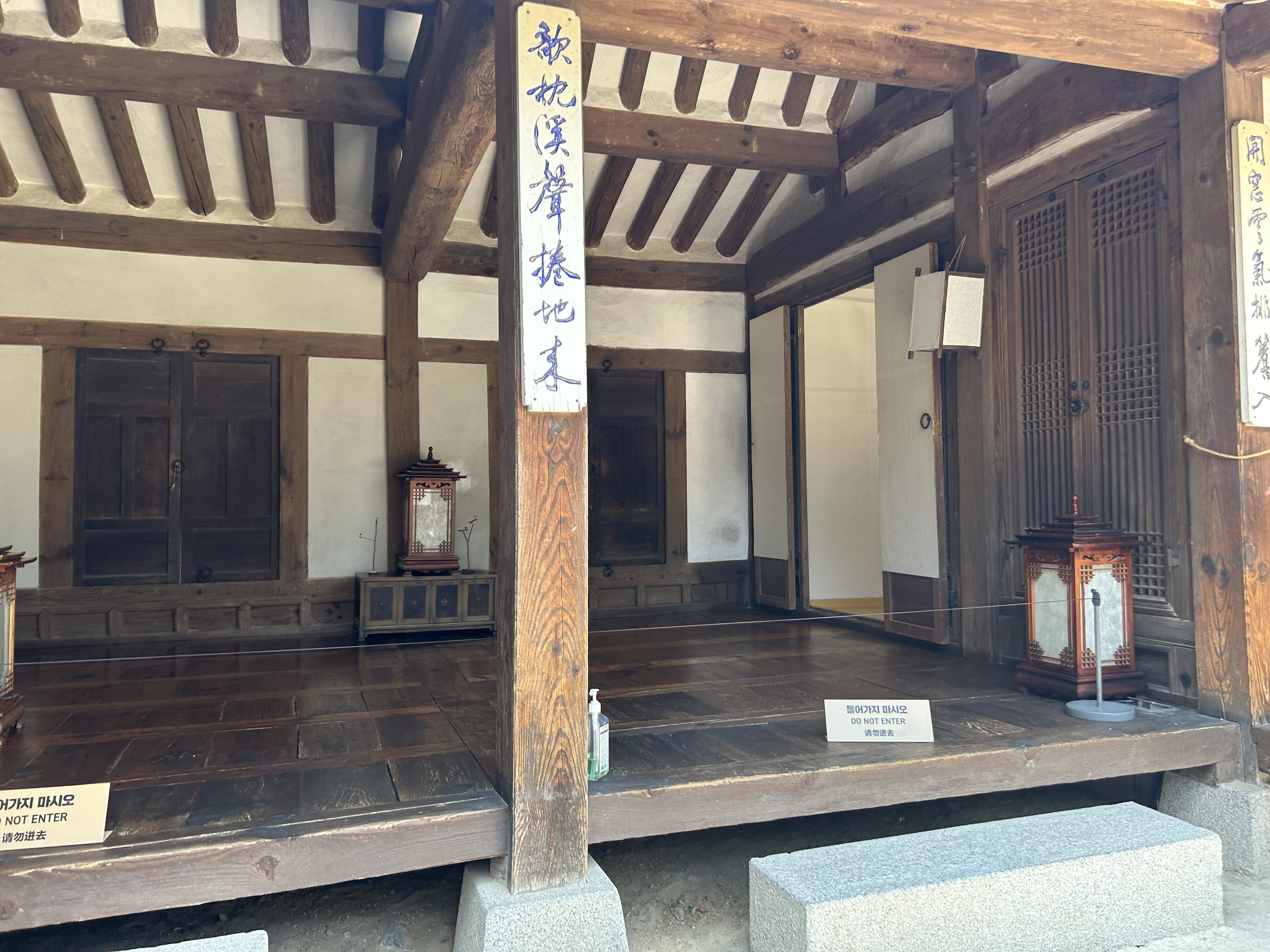
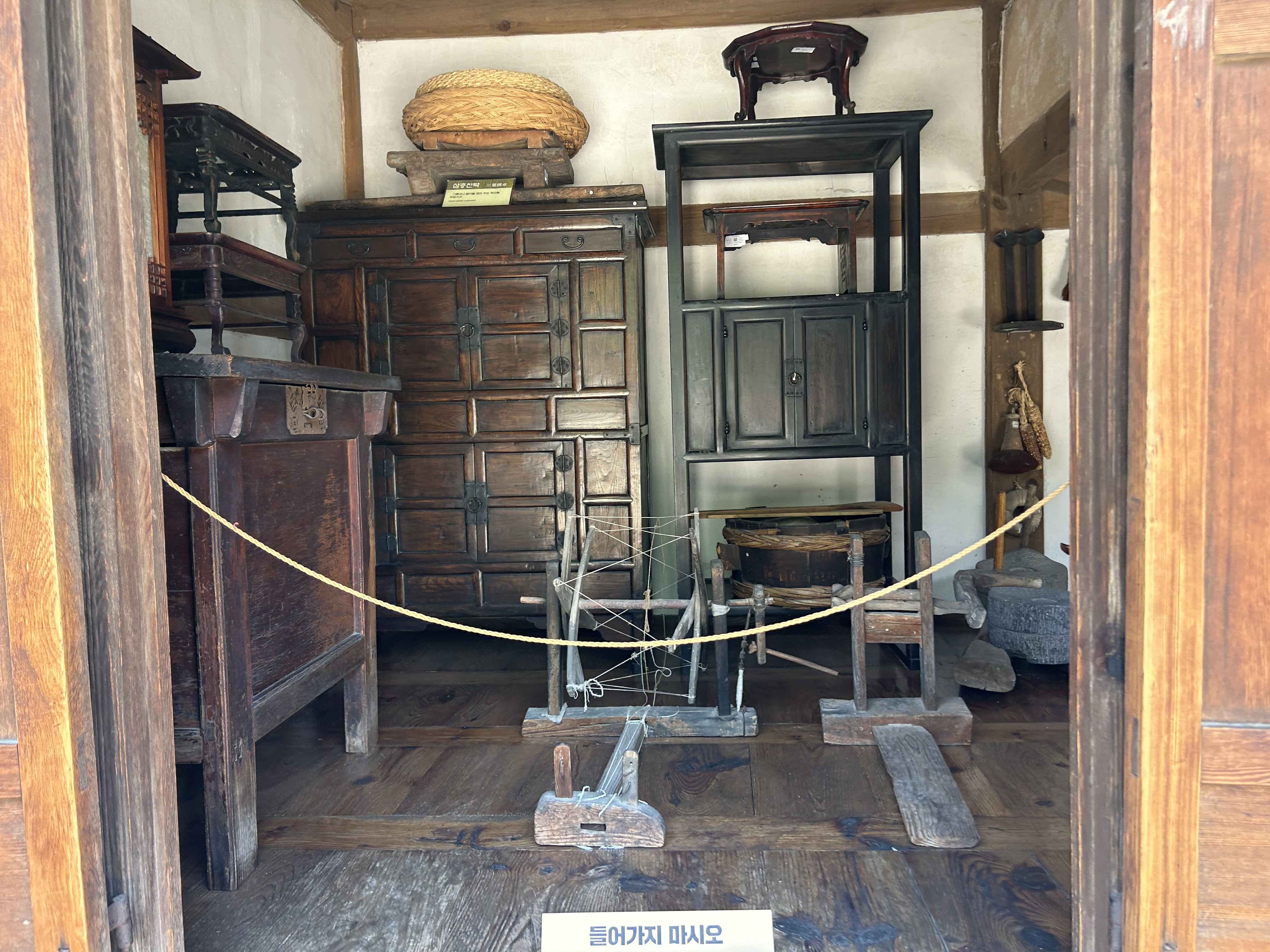
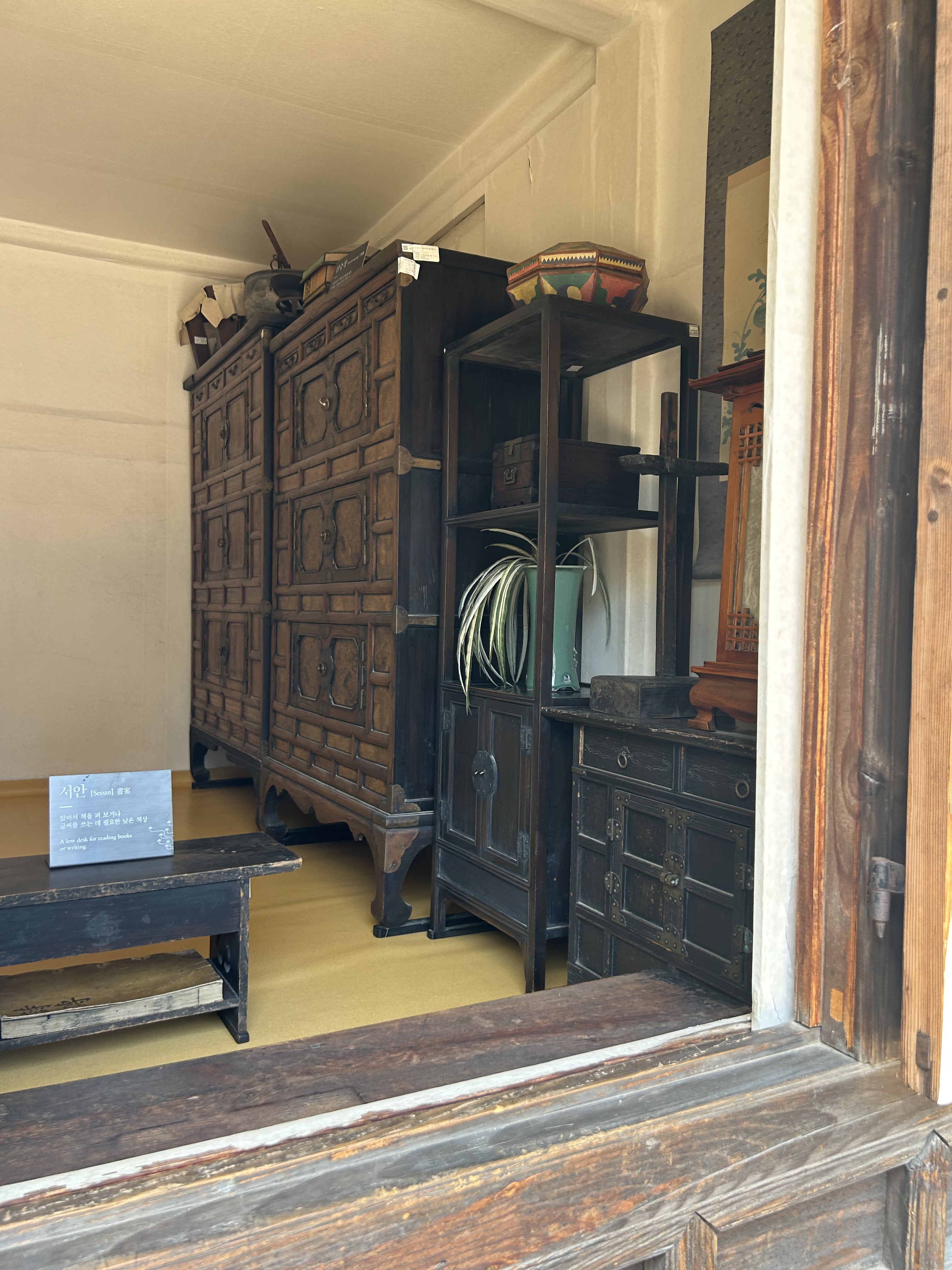
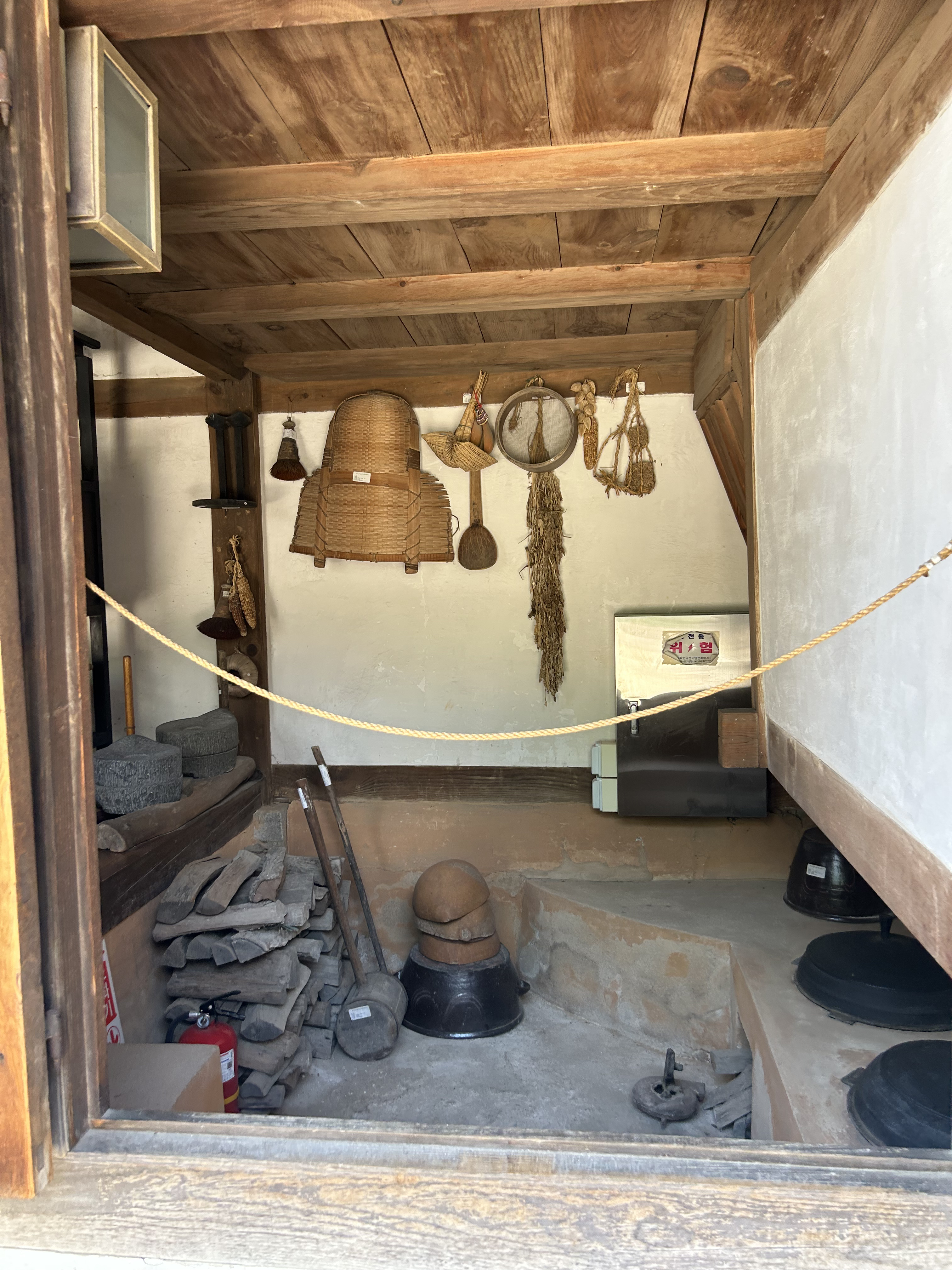
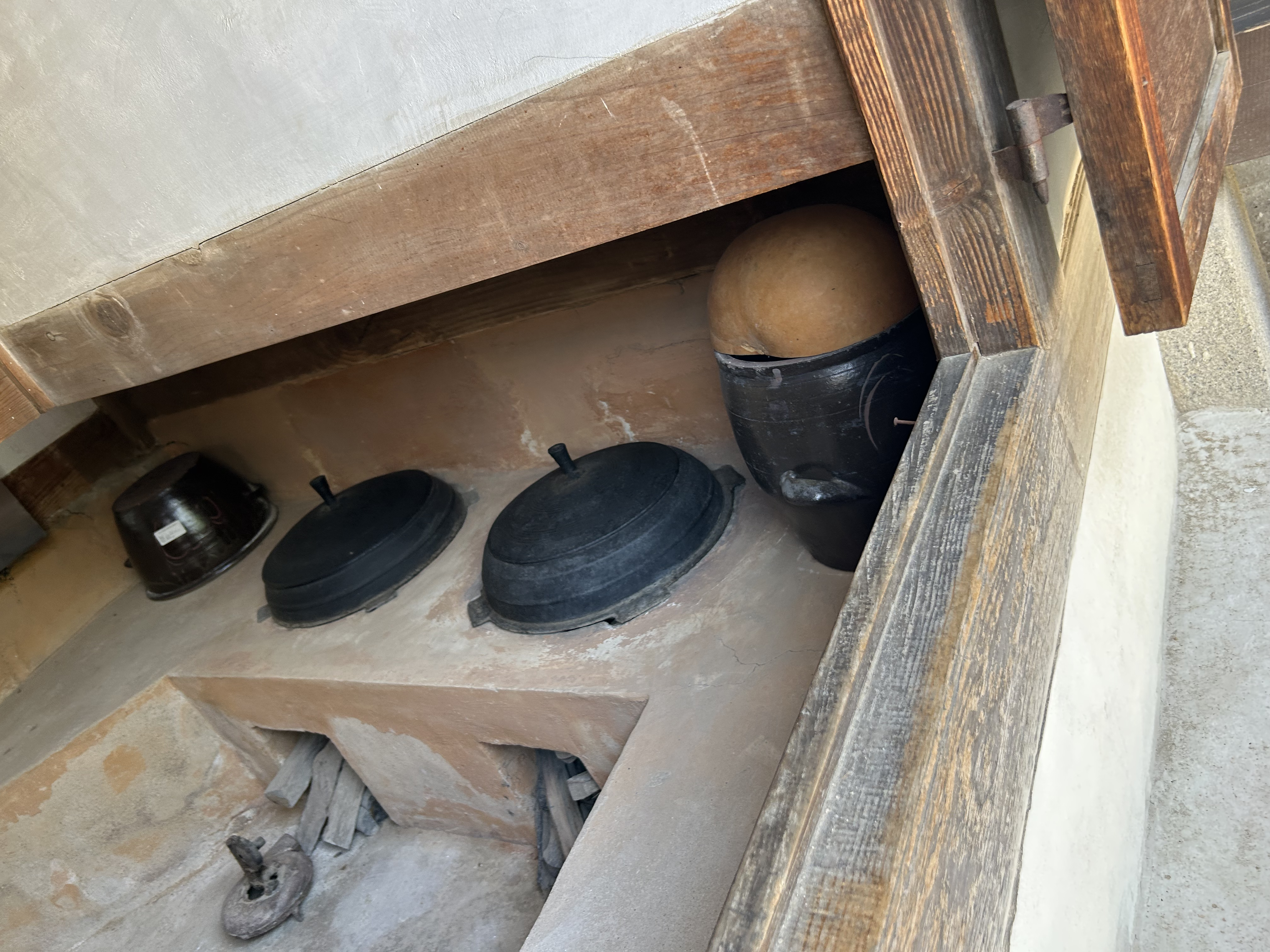
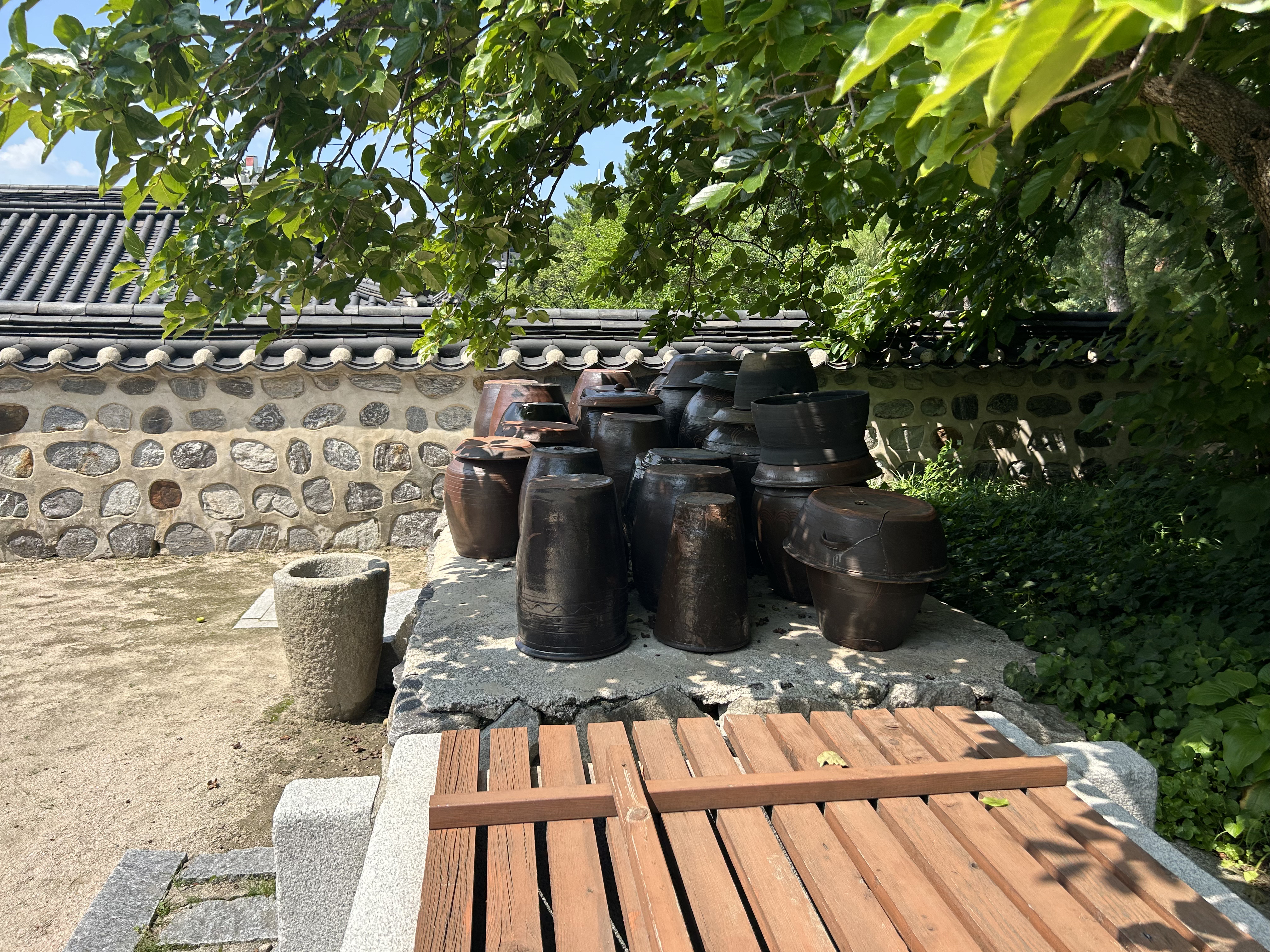
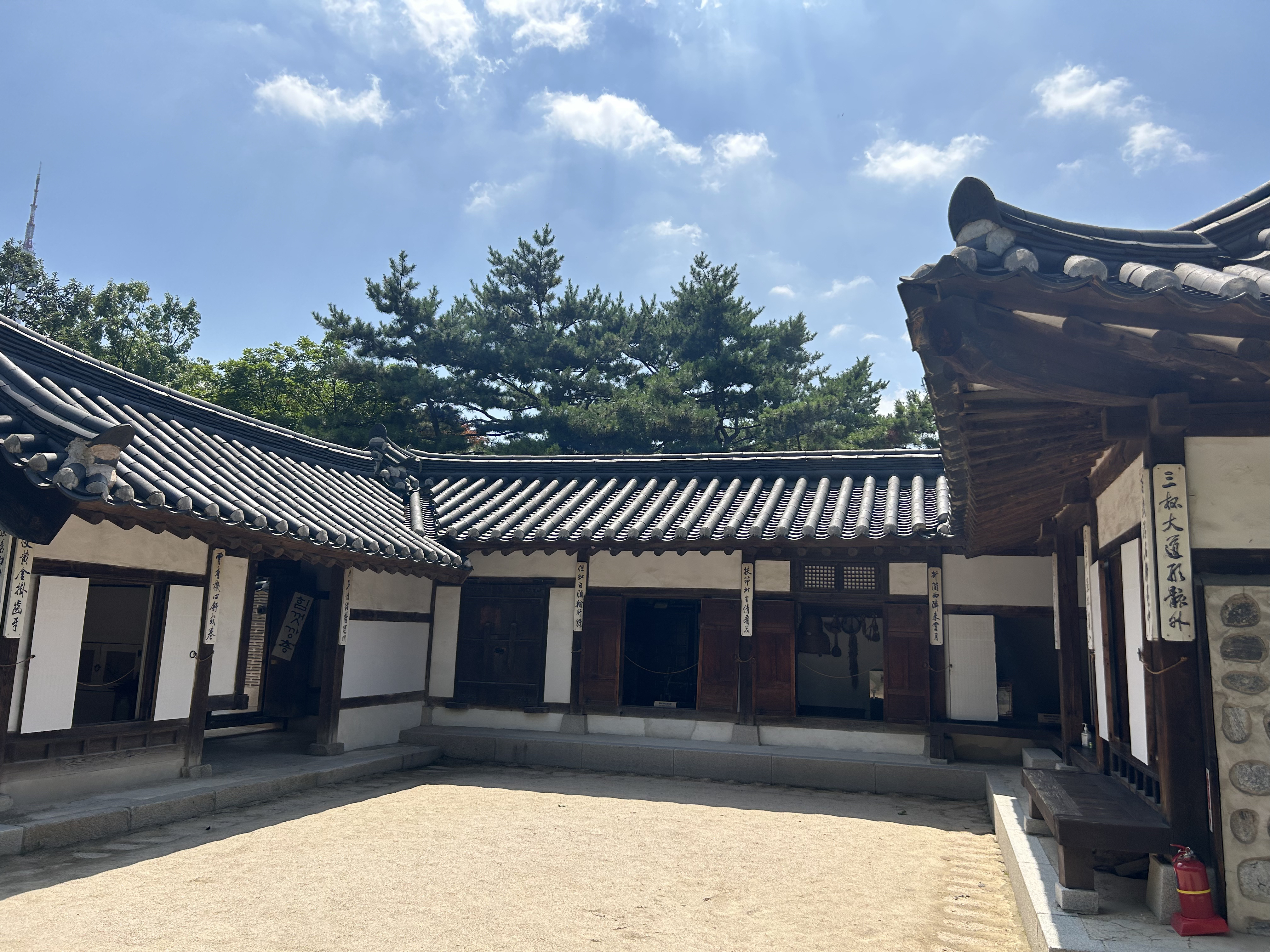

## 참고자료
- 위키미디어 공용에 삼청동 오위장 김춘영 가옥 관련 미디어 분류가 있습니다.
- 삼청동 오위장 김춘영 가옥 - 국가유산청 국가유산포털

 본 문서에는 서울특별시에서 지식공유 프로젝트를 통해 퍼블릭 도메인으로 공개한 저작물을 기초로 작성된 내용이 포함되어 있습니다.